# Porsche 911
Porsche 911 – samochód sportowy klasy średniej produkowany pod niemiecką marką Porsche od 1963 roku. Od 2019 roku produkowana jest ósma generacja modelu.

## Pierwsza generacja

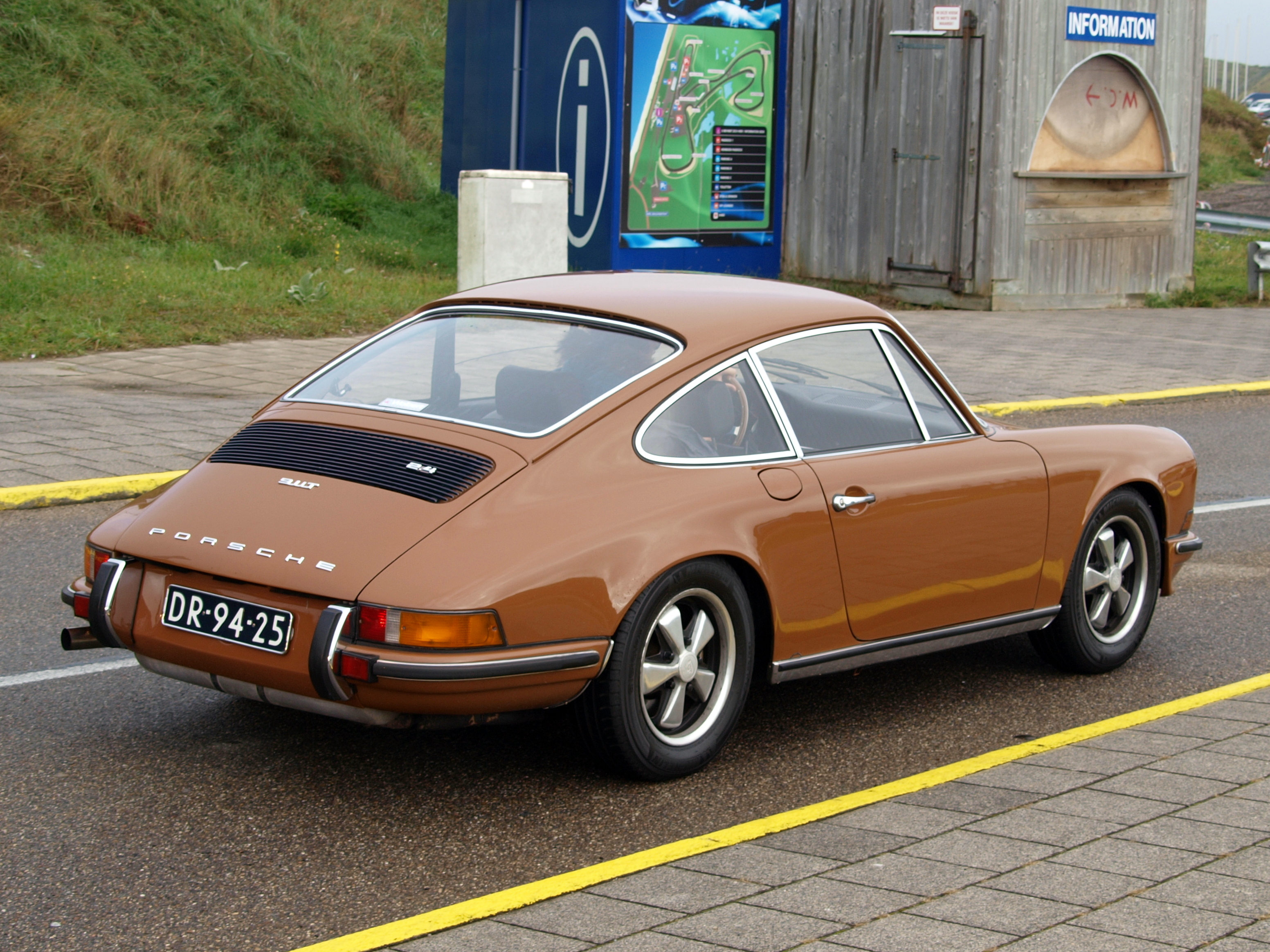
Porsche 911 I (901) – tył

Porsche 911 I zostało zaprezentowane po raz pierwszy w 1964 roku.
Pierwsze ślady 911 można odnaleźć w szkicach wykonanych przez Ferdinanda "Ferry’ego" Porsche z 1959 roku. Porsche 911 miało być większym, mocniejszym i bardziej komfortowym następcą dla pierwszego modelu firmy – 356. Publiczna prezentacja nowego modelu miała miejsce w 1963 roku podczas Frankfurt Motor Show. Samochód zaprezentowany podczas targów wyposażony był w makietę silnika, działający motor został po raz pierwszy zamontowany w lutym 1964 roku.
Początkowo projekt nazwany został "Porsche 901" (powstały 82 sztuki pod takim oznaczeniem). Jednakże Peugeot miał wyłączne prawa do trzycyfrowej nazwy z cyfrą 0 w środku, po jego proteście Porsche zmieniło nazwę modelu na 911. Produkcja pojazdu ruszyła we wrześniu 1964 roku natomiast pierwsze egzemplarze trafiły na rynek północnoamerykański w lutym 1965 z ceną 6500 $.
Pierwsza wersja 911 wyposażona była w chłodzony powietrzem silnik B6 o pojemności 1991 cm³ generujący moc 130 KM (96 kW). Jednostka napędowa połączona była z 4- lub 5-biegową manualną skrzynią biegów. W pojeździe znajdowały się cztery miejsca siedzące, jednakże miejsca na tylnej kanapie nie było zbyt wiele. W 1965 roku zakończono produkcję modelu 356, mimo to wciąż występowało zapotrzebowanie na pojazd z silnikiem B4. Wprowadzono więc jeszcze w tym samym roku model 912 pod nadwoziem znanym z 911 zamontowano silnik B4 1.6 znany z modelu 356 (moc 91 KM (67 kW). W 1966 roku wprowadzono wariant 911S o mocy podniesionej do 160 KM (118 kW). W 1967 roku wprowadzono wersję z nadwoziem typu targa.
Także w 1967 wprowadzono wariant 911T, użyto w nim silnika o mocy 110 KM (81 kW). Wersję z silnikiem o mocy 130 KM przemianowano na 911L. W ograniczonej do 20 egzemplarzy serii powstał wyścigowy wariant 911R o mocy 210 KM (154 kW). W 1969 roku wprowadzono zmodernizowaną serię B. Rozstaw osi powiększono z 2211 do 2268 mm, miało to poprawić zachowanie pojazdu w zakrętach. Nie zmieniła się przy tym długość nadwozia, tylną oś przesunięto bardziej w kierunku tyłu nadwozia. Wersje 911S i 911E otrzymały wtrysk paliwa. Wprowadzono wówczas także wersję Sportomatic, która wyposażona była w 4-biegową półautomatyczną skrzynię biegów.
W latach 1972–1973 rodzina modeli pozostała bez zmian, zaczęto stosować jednak większy silnik o pojemności 2341 cm³. Wersje 911E i 911S wyposażone były w mechaniczny wtrysk paliwa Bosch Kugelfischer. Wersja 911T zasilana była poprzez gaźnik, jednakże na rynku USA oraz w części rynku azjatyckiego Porsche ze względu na normy emisji spalin musiało zastosować wtrysk mechaniczny. Od stycznia 1973 roku 911T na rynek północnoamerykański wyposażone były w nowy układ wtryskowy typu K-Jetronic. Pojazdy z większym silnikiem 2.4 otrzymały także nową skrzynię biegów (typ 915). Wariant 911S otrzymał delikatny spoiler na tylnej klapie.
W 1974 roku zastosowano silnik o pojemności 2687 cm³ z modelu Carrera RS 2.7. Pojawiły się problemy z chłodzeniem, zwłaszcza w krajach o gorącym klimacie, gdyż powiększono pojemność z 2,4 do 2,7 l, nie zmieniając układu chłodzenia. W 1977 roku pojawiło się 911 SC (Super Carrera), a jego silnik otrzymał pojemność 3,0 l i moc 180 KM. W 1983 roku Porsche zaprezentowało pierwszy model 911 w wersji kabriolet.

## Druga generacja

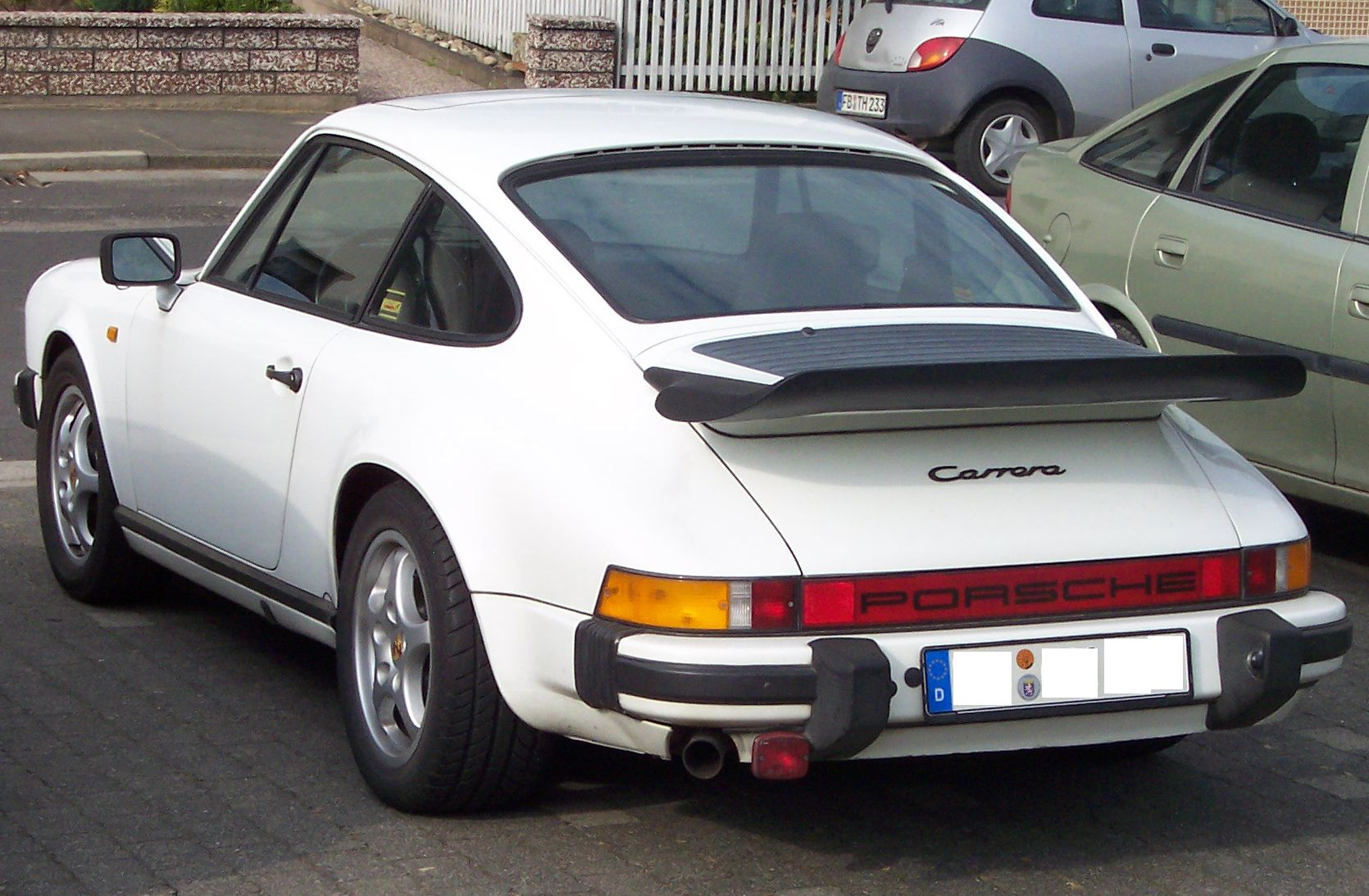
Porsche 911 II (930) – tył

Porsche 911 II zostało zaprezentowane po raz pierwszy w 1974 roku.
Samochód o kodzie fabrycznym 930 był tak naprawdę głęboko zmodernizowanym poprzednikiem, od którego odróżniał się m.in. usztywnioną karoserią, nowym, masywniejszym pasem przednim z zabudowanymi zderzakami, a także przemodelowanym tyłem z równie odmienionym kształtem zderzaków. Samochód wytwarzano w wielu wersjach wyposażeniowych, a także – podobnie jak pierwszą generację – również oferowano jako coupe i targę.

## Trzecia generacja

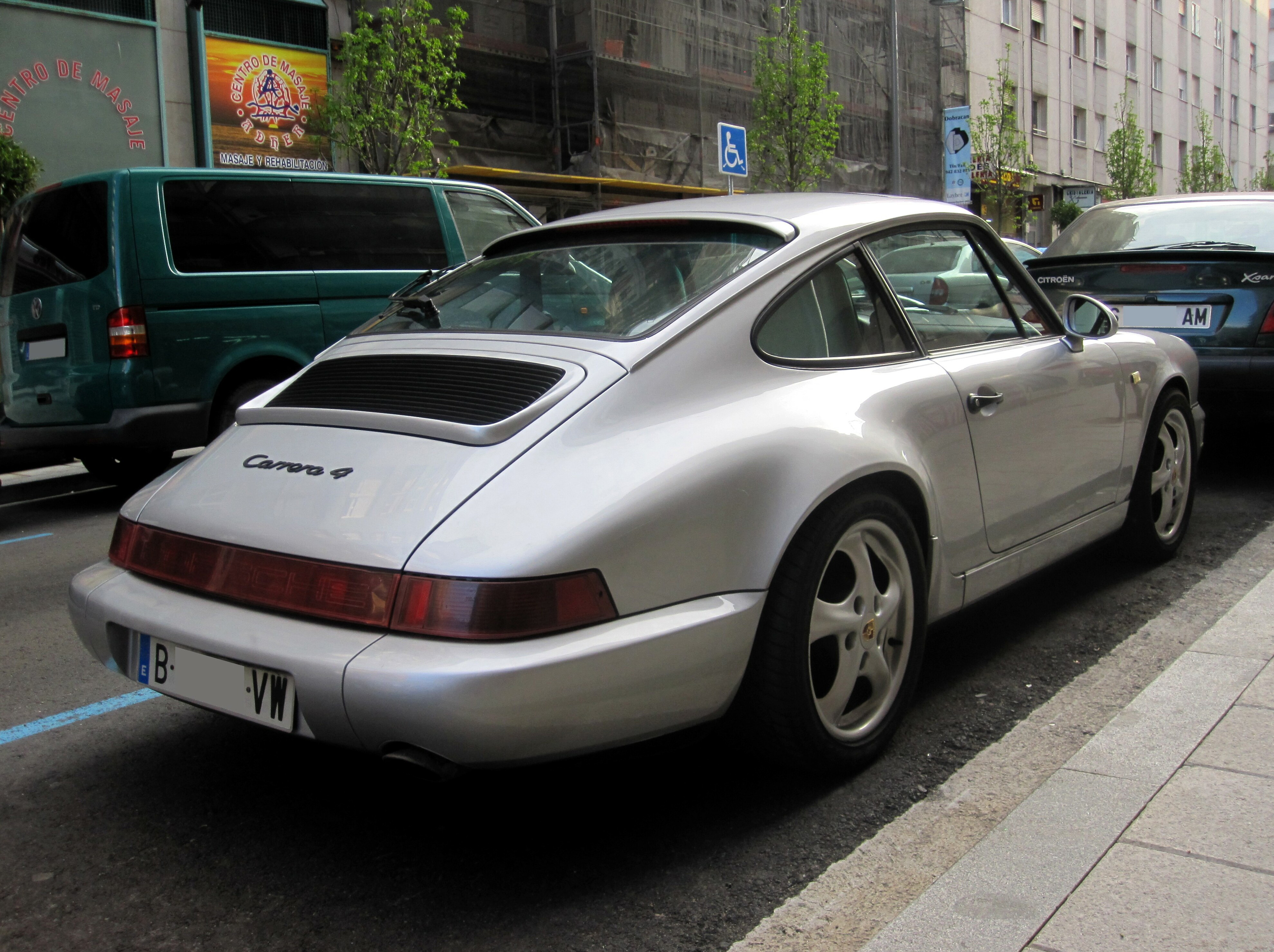
Porsche 911 III (964) – tył

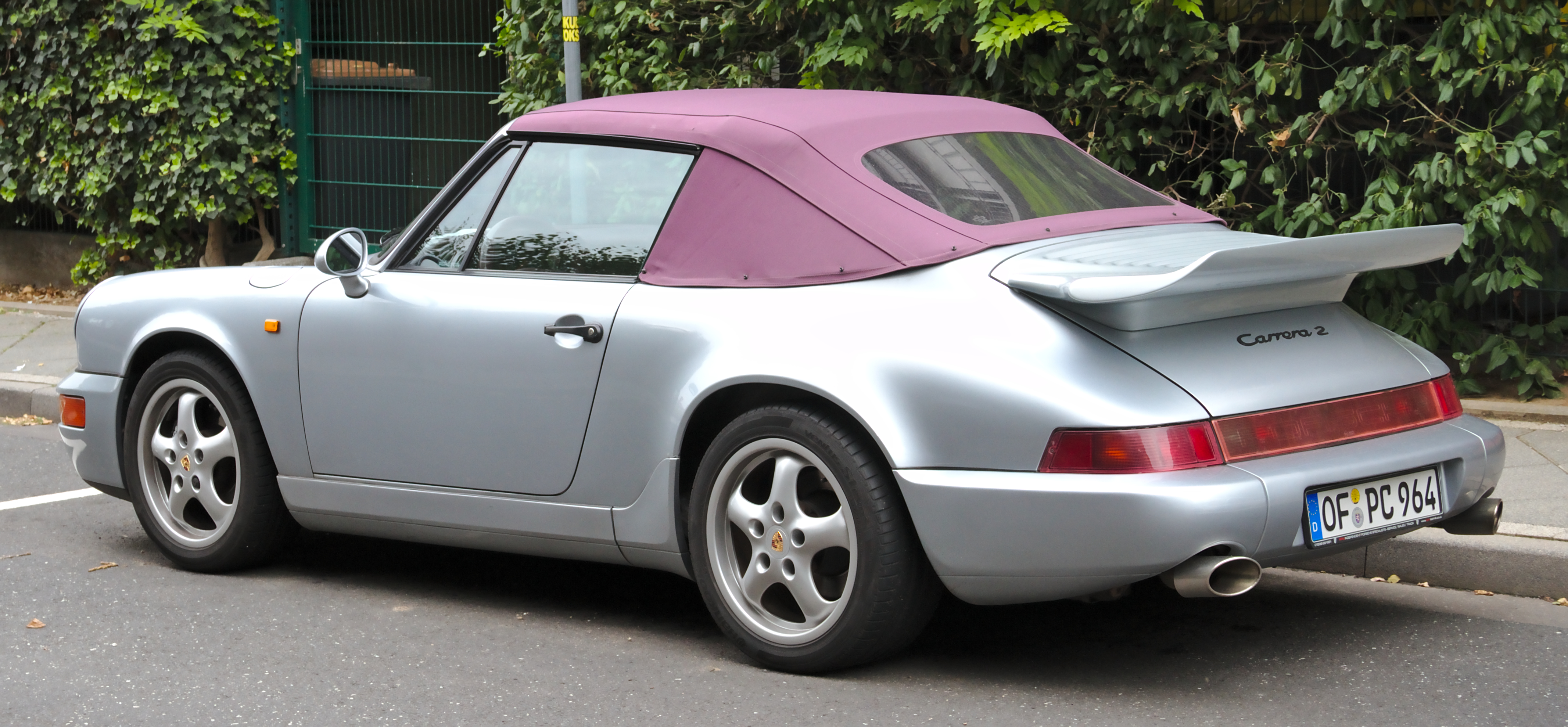
Porsche 911 III Cabriolet (964)

Porsche 911 III został zaprezentowany po raz pierwszy w 1989 roku.
W 1989 roku pojawił się typ 964 w wersji Carrera 4 (napęd na cztery koła) i Turbo (typ 965) zaś od 1990 roku do produkcji wszedł model Carrera 2 (napęd na tylną oś). Carrery otrzymały silnik o pojemności 3.6 l i mocy 250 KM. Turbo, otrzymało silnik o niezmienionej pojemności (3.3 l), lecz moc wzrosła do 320 KM, a w 1993 roku do 360 KM, mając większy silnik o pojemności 3.6 l. Pod koniec 1992 roku zaprezentowano wersję Speedster opartą na modelu 964 Carrera 2. Powstało ich tylko 925 sztuk.
W roku 1990 zadebiutowała długo oczekiwana wersja turbo z chłodzonym powietrzem silnikiem 3.3 l o mocy 320 KM. Napęd przekazywany był tylko na tylną oś. Wersję Turbo okrzyknięto najlepszym Porsche od czasu zaprezentowania modelu 959.

### Wersje
- Carrera 2
- Carrera 4
- Cabrio
- Targa
- Speedster
- Carrera RS
- Carrera RS 3.8
- Turbo (3.3)
- Turbo (3.6)
- Turbo S

### Dane techniczne
Ogólne:
- Zużycie paliwa: 13-25 l/100 km
- Średnie zużycie paliwa: 15,3 l/100 km

Osiągi:
- Prędkość maksymalna: 260 km/h / 270 km/h / 280 km/h / 290 km/h
- Moc maksymalna: 184 kW / 191 kW / 235 kW / 265 kW / 280 kW
- Moc maksymalna: (250 KM) / (260 KM) / (320 KM) / (360 KM) / (381 KM)
- Maksymalny moment: 480 Nm przy 3900 obr./min
- Przyspieszenie 0–100 km/h: 5,7 s / 5,3 s / 5,0 s / 4,7 s / 4,5 s

| Lata produkcji           | 1989–1992                                      | 1989–1993                                      | 1991–1993                                      | 1990–1992                                      | 1992–1993                                      |         |         |
| Rozstaw osi              | 2277 mm                                        | 2277 mm                                        | 2277 mm                                        |                                                |                                                |         |         |
| Masa pojazdu             | 1350 kg                                        | 1450 kg                                        | 1220 kg                                        | 1470 kg                                        | 1290 kg                                        |         |         |
| Rozmiar kół pojazdu (mm) | P: 205-55 ZR 16 T: 225/50 ZR 16                | P: 205-55 ZR 18 T: 225/50 ZR 18                | P: 205-50 ZR 17 T: 255/40 ZR 17                | P: 205-50 ZR 17 T: 255/40 ZR 17                | P: 205-50 ZR 17 T: 255/40 ZR 17                |         |         |
| Felgi                    | Porsche – 5-ramienne, aluminiowe               | Porsche – 5-ramienne, aluminiowe               | Porsche – 5-ramienne, aluminiowe               | Porsche – 5-ramienne, aluminiowe               | Porsche – 5-ramienne, aluminiowe               |         |         |
| Napęd                    | na koła tylne                                  | 4x4                                            | na koła tylne                                  | na koła tylne                                  | na koła tylne                                  |         |         |
| Typ silnika              | B6-24v DOHC – (T)                              | B6-24v DOHC – (T)                              | B6-24v DOHC – (T)                              | B6-24v DOHC – (T)                              | B6-24v DOHC – (T)                              |         |         |
| Pojemność skok. (cm³)    | 3600 cm³ (3,6 l)                               | 3600 cm³ (3,6 l)                               | 3600 cm³ (3,6 l)                               | 3299 cm³ (3,3 l)                               | 3600 cm³ (3,6 l)                               |         |         |
| Stopień sprężania        | 11,3 : 1                                       | 11,3 : 1                                       | 11,3 : 1                                       | 7,0 : 1                                        | 7,0 : 1                                        | 7,0 : 1 | 7,0 : 1 |
| Moc kW (KM)              | 184 kW (250 KM) przy 6100 obr./min             | 184 kW (250 KM) przy 6100 obr./min             | 191 kW (260 KM) przy 6100 obr./min             | 235 kW (320 KM) przy 5750 obr./min             | 265 kW (360 KM) przy 6000 obr./min             |         |         |
| Maks. moment obrotowy    | 310 Nm przy 4800 obr./min                      | 310 Nm przy 4800 obr./min                      | 325 Nm przy 4800 obr./min                      | 450 Nm przy 4500 obr./min                      | 490 Nm przy 4800 obr./min                      |         |         |
| Osiągi                   |                                                |                                                |                                                |                                                |                                                |         |         |
| 0–100 km/h               | 5,7 s                                          | 5,7 s                                          | 5,3 s                                          | 5,0 s                                          | 4,7 s                                          |         |         |
| 0–160 km/h               | 14,3 s                                         | 13,5 s                                         | 13,9 s                                         |                                                |                                                |         |         |
| Prędkość maksymalna      | 260 km/h                                       | 260 km/h                                       | 260 km/h                                       | 270 km/h                                       | 290 km/h                                       |         |         |
| Droga hamowania          | 36,7 m                                         | 36,7 m                                         | 36,7 m                                         | 34,2 m                                         | 34,2 m                                         | 34,2 m  | 34,2 m  |
| Ekonomika                | Trasa – 11 l / Mieszana 13,5 l / Miasto 22,3 l | Trasa – 11 l / Mieszana 13,5 l / Miasto 22,3 l | Trasa – 11 l / Mieszana 13,5 l / Miasto 22,3 l | Trasa – 11 l / Mieszana 13,5 l / Miasto 22,3 l | Trasa – 11 l / Mieszana 13,5 l / Miasto 22,3 l |         |         |
| Zbiornik paliwa          | 77 l                                           | 77 l                                           | 77 l                                           | 77 l                                           | 92 l                                           |         |         |

## Czwarta generacja

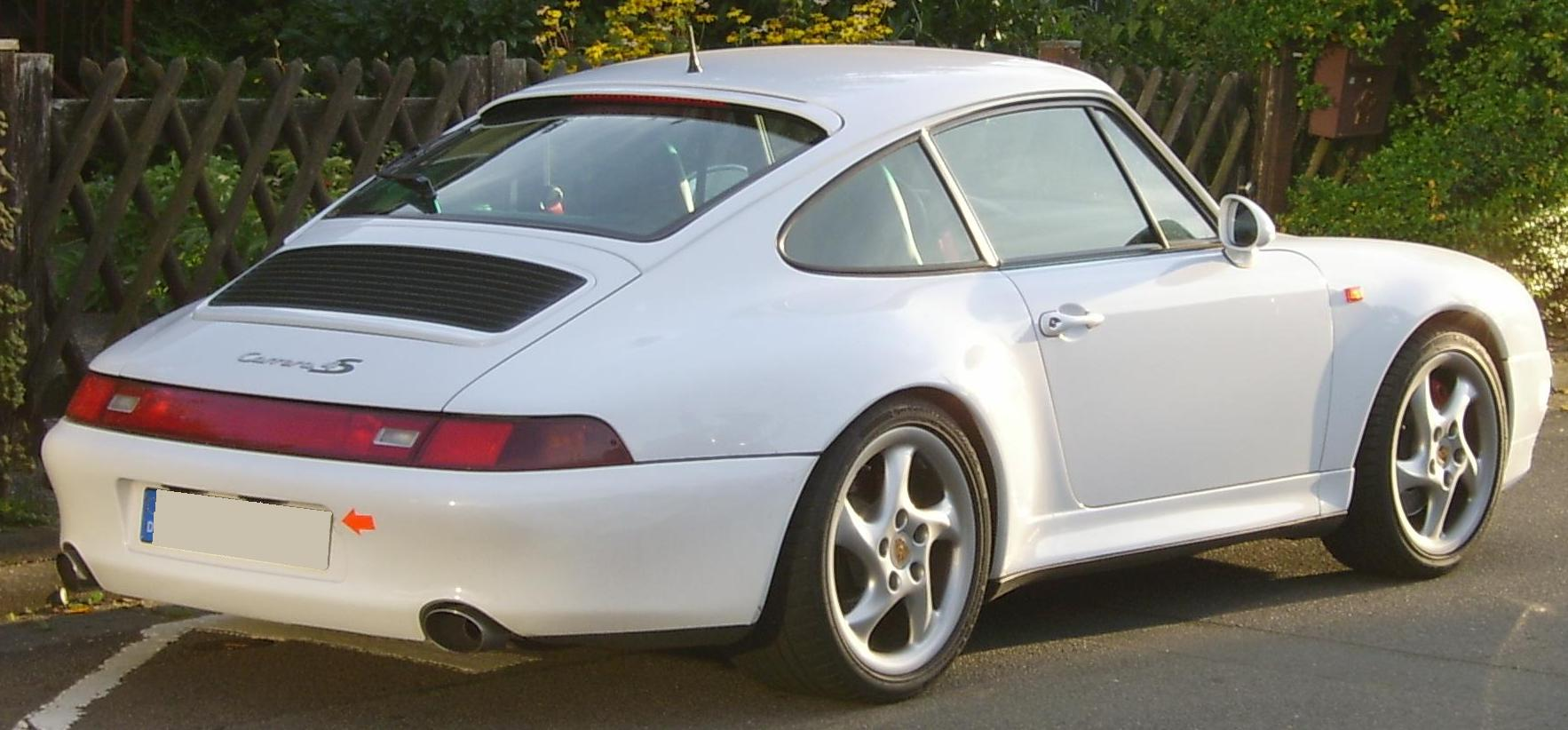
Porsche 911 IV (993) – tył

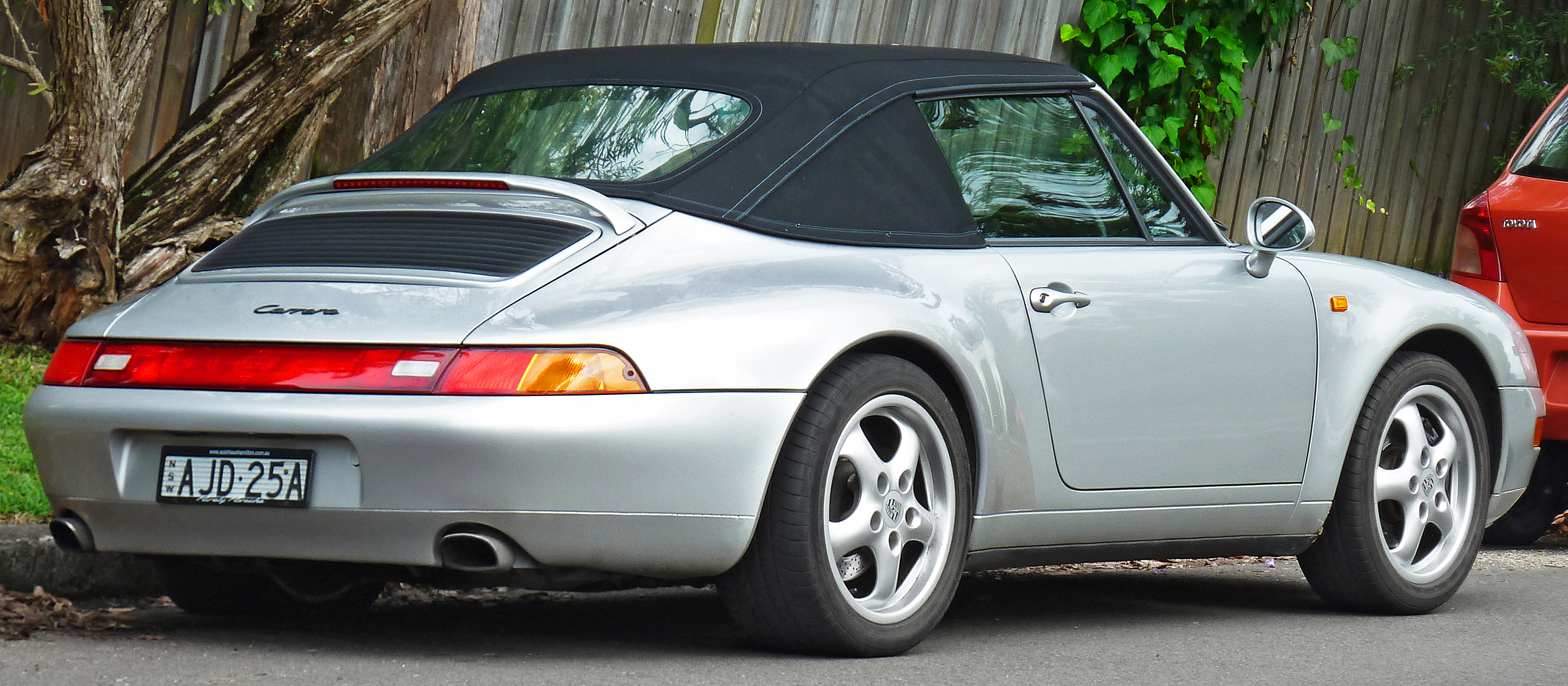
Porsche 911 IV Cabriolet (993)

Porsche 911 IV została zaprezentowana po raz pierwszy w 1993 roku.
Model 993 otrzymał bardziej opływowe nadwozie, wzmocnione silniki, lepsze hamulce i rewolucyjny napęd na 4 koła, który został po raz pierwszy użyty w wersji Turbo. Najbardziej rzucającą zmianą są pochylone przednie reflektory, przypominające wyglądem model 959. Seria 993 była ostatnią gamą modeli z silnikiem chłodzonym powietrzem. Również model 911 Turbo chłodzony był tradycyjnie – powietrzem. Według znawców była to ostatnia seria samochodów nawiązujących do charakterystycznych cech modeli 911.
Zastosowano w nim silnik o pojemności 3.6 l o mocy 272 KM, a od 1996 roku 285 KM. Wersja Turbo (Typ 993) osiągała 408 KM z silnika 3.6 l, 100 km/h osiągała w 4,3 s, maksymalny moment obrotowy wynosił 540 Nm przy 4500 obr./min. W specjalnej wersji Turbo S (ostatniej 911 chłodzonej powietrzem) uzyskano moc 424 KM. To pierwsza 911, która oferuje podwójne turbodoładowanie. W ofercie znalazły się również dwa tylnonapędowe modele wyczynowe. Pierwszy z nich to 911 GT3 z wolnossącym silnikiem 3600 cm³ i mocy 360 KM a drugi to 911 GT2 z turbodoładowanym silnikiem o mocy 430 KM. Na krótko, dostępna była też wersja Evo, o mocy 550 KM. Oba modele wyposażone były wyłącznie w sześciobiegowe skrzynie manualne i napęd na tylną oś.

### Dane techniczne
| Wersja             | Silnik:                          | Układ zasilania:   | Średnica × skok tłoka: | St. sprężania:     | Moc maksymalna:                   | Maks. moment obrotowy     | 0–100 km/h:        | V-max:             |
| Silniki benzynowe: | Silniki benzynowe:               | Silniki benzynowe: | Silniki benzynowe:     | Silniki benzynowe: | Silniki benzynowe:                | Silniki benzynowe:        | Silniki benzynowe: | Silniki benzynowe: |
| ------------------ | -------------------------------- | ------------------ | ---------------------- | ------------------ | --------------------------------- | ------------------------- | ------------------ | ------------------ |
| '93 Carrera        | B6 3,6 l (3600 cm³), SOHC        | wtrysk             | 100,00 mm × 76,40 mm   | 11,3:1             | 272 KM (200 kW) przy 6100 obr/min | 330 N•m przy 5000 obr/min | 5,3 s              | 267 km/h           |
| '96 Carrera        | B6 3,6 l (3600 cm³), DOHC        | wtrysk             | 100,00 mm × 76,40 mm   | 11,3:1             | 285 KM (210 kW) przy 6100 obr/min | 340 N•m przy 5250 obr/min | 5,4 s              | 275 km/h           |
| '94 Carrera 4      | B6 3,6 l (3600 cm³), SOHC        | wtrysk             | 100,00 mm × 76,40 mm   | 11,3:1             | 272 KM (200 kW) przy 6100 obr/min | 330 N•m przy 5000 obr/min | 5,4 s              | 270 km/h           |
| '96 Carrera 4S     | B6 3,6 l (3600 cm³), DOHC        | wtrysk             | 100,00 mm × 76,40 mm   | 11,3:1             | 285 KM (210 kW) przy 6100 obr/min | 340 N•m przy 5250 obr/min | 5,3 s              | 270 km/h           |
| '95 Carrera RS     | B6 3,7 l (3746 cm³), SOHC        | wtrysk             | 102,00 mm × 76,40 mm   | 11,3:1             | 300 KM (221 kW) przy 6500 obr/min | 355 N•m przy 5400 obr/min | 5,0 s              | 277 km/h           |
| '95 Turbo          | B6 3,6 l (3600 cm³), SOHC, turbo | wtrysk             | 100,00 mm × 76,40 mm   | 8,0:1              | 408 KM (300 kW) przy 5750 obr/min | 540 N•m przy 4500 obr/min | 4,3 s              | 290 km/h           |
| '96 Turbo S        | B6 3,6 l (3600 cm³), SOHC, turbo | wtrysk             | 100,00 mm × 76,40 mm   | 8,0:1              | 430 KM (316 kW) przy 5750 obr/min | 540 N•m przy 4500 obr/min | 4,5 s              | 290 km/h           |
| '96 Turbo S        | B6 3,6 l (3600 cm³), SOHC, turbo | wtrysk             | 100,00 mm × 76,40 mm   | 8,0:1              | 450 KM (331 kW) przy 6000 obr/min | 585 N•m przy 4500 obr/min | b/d                | 296 km/h           |
| '95 GT2            | B6 3,6 l (3600 cm³), DOHC, turbo | wtrysk             | 100,00 mm × 76,40 mm   | 8,0:1              | 436 KM (321 kW) przy 5750 obr/min | 540 N•m przy 4500 obr/min | 4,4 s              | 295 km/h           |

## Piąta generacja

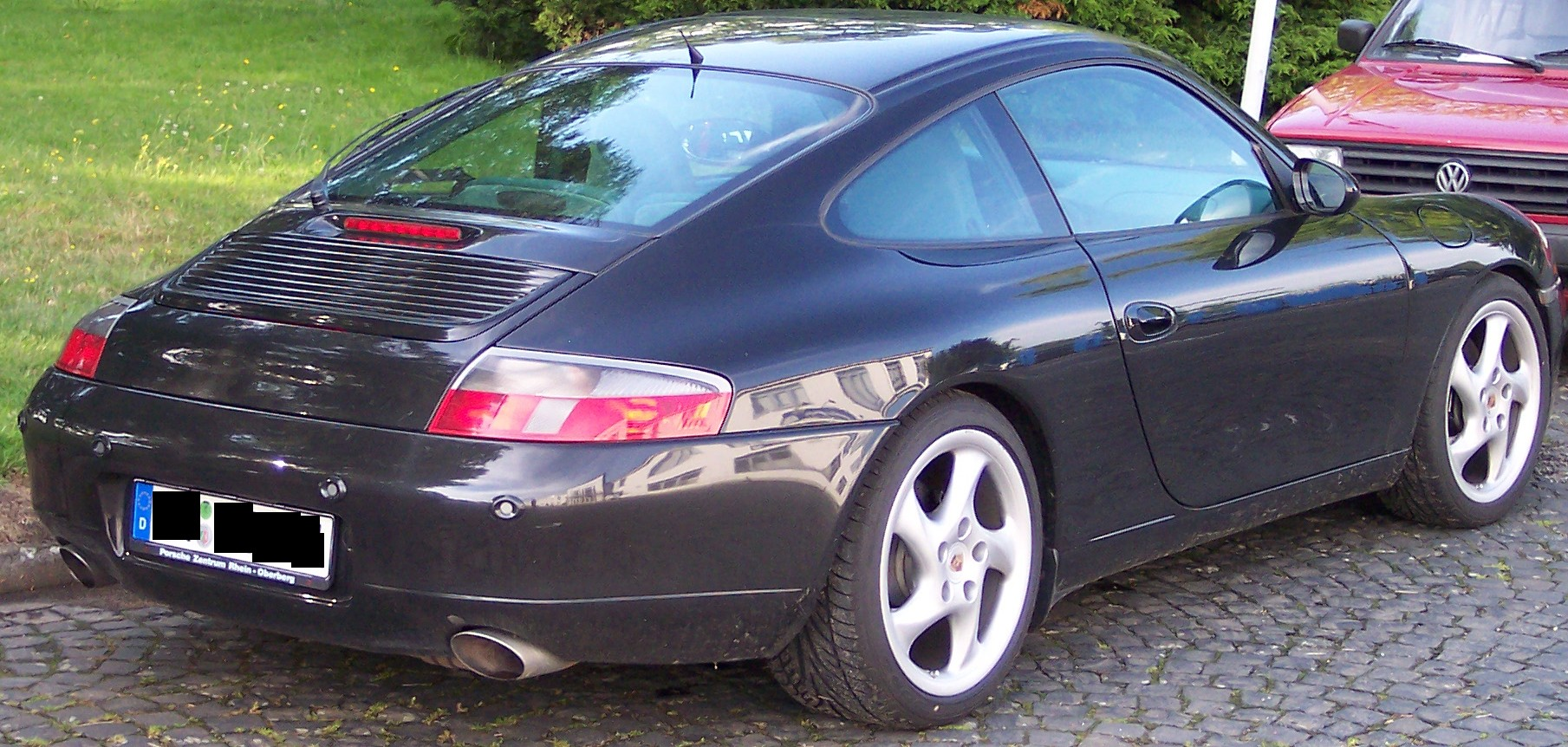
Porsche 911 V (996) – tył

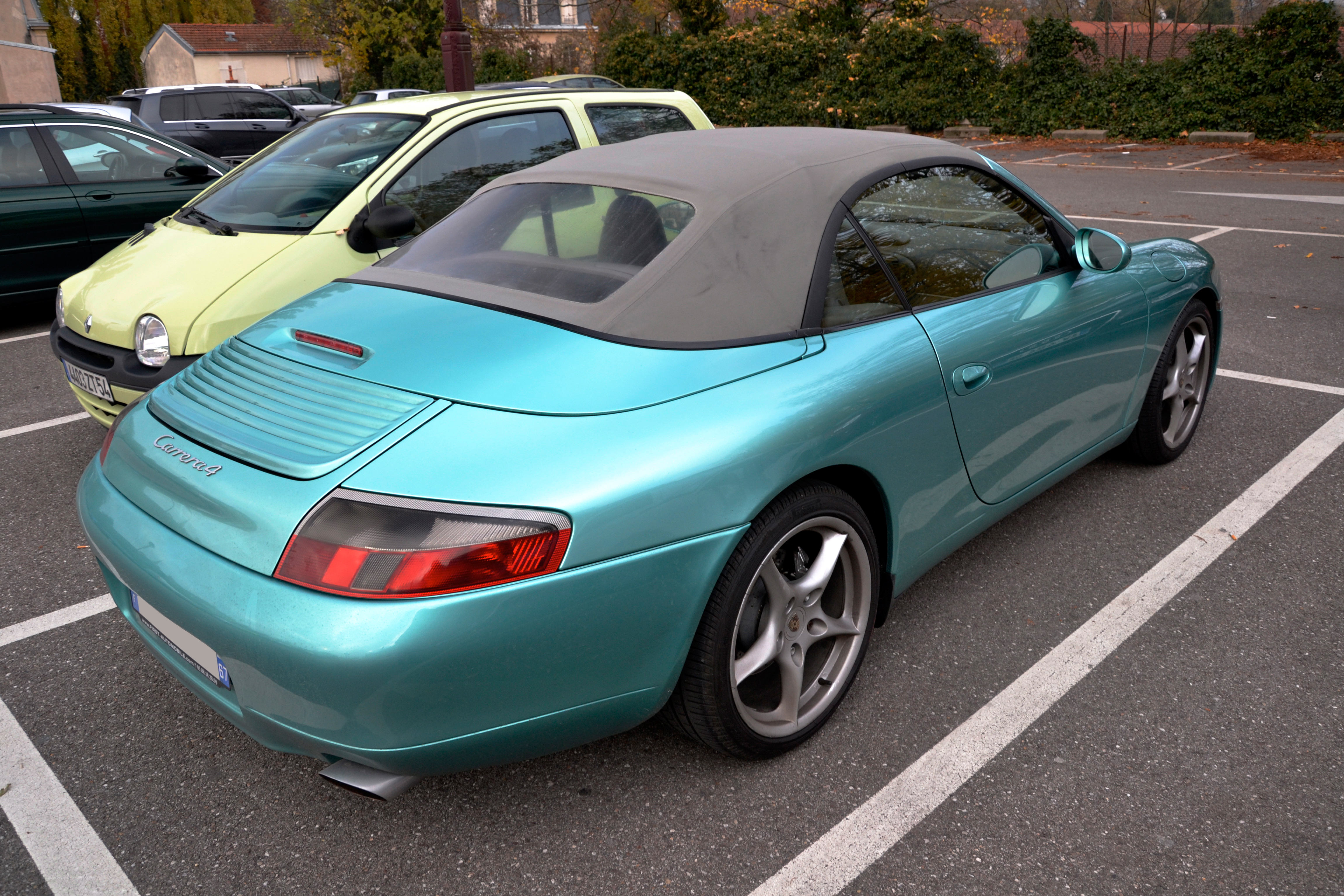
Porsche 911 V Cabriolet (996)

Porsche 911 V zostało zaprezentowane po raz pierwszy w 1997.
Pojazd zaprezentowano podczas targów motoryzacyjnych we Frankfurcie w 1997 roku. Model 996 otrzymał bardziej opływowe nadwozie, nowy charakterystyczny przód (przednie lampy) zespolone z kierunkowskazami, wzmocnione silniki, lepsze hamulce i jeszcze bardziej udoskonalony napęd na 4 koła.
Podstawowe modele Carrera i Carrera 4 otrzymały nowy, chłodzony cieczą silnik sześciocylindrowy w układzie bokser, umieszczony z tyłu, o pojemności 3.4 l i mocy 300 KM oraz w wersjach S o pojemności 3.6 l 320 KM. Wersję turbo (AWD) zaprezentowano we wrześniu 1999 roku. Osiągała ona moc 420 KM w wersji Turbo i 450 KM w wersji Turbo S. W ofercie znalazły się również dwa tylnonapędowe modele wyczynowe. Pierwszy z nich to 911 GT3 z silnikiem 3.6 l i mocy 381 KM a drugi to 911 GT2 z turbodoładowanym silnikiem o  462 KM. Oba modele wyposażone były wyłącznie w sześciobiegowe skrzynie manualne.
W przeprowadzonym w 1999 roku międzynarodowym sondażu na najlepszy samochód stulecia Porsche 911 zajęło 5. pozycję. W pierwszej piątce znalazł się także VW Typ 1, przodek modeli 356 i 911. 911 to jeden z najstarszych wciąż produkowanych sportowych modeli, do 50-lecia istnienia w 2013 roku sprzedano 820 000 egzemplarzy.

### Charakterystyka modeli
- 911 Carrera / 911 Carrera S (1998-2005)

Podstawowy model 911 oznaczony symbolem Carrera był wyposażony w silnik 3,4 l o mocy 300 KM. Nie posiadał doładowania. W standardzie oferowana była manualna skrzynia o 6 przełożeniach. W opcji można było również zamówić 5 stopniową automatyczną skrzynię typu Tiptronic. W dalszych latach produkcji moc wzrosła do 235 kW / 320 KM.
- 911 Carrera 4 / 911 Carrera 4 S (1998-2005)

Bliźniacza Carrera wyposażona w napęd 4x4 wyposażony w ten sam silnik 3,4 l o mocy 300 KM lub 320 KM. Przyśpieszenia, osiągi oraz prędkość maksymalna pozostawała na zbliżonym poziomie choć masa auta wzrosła o prawie 50 kg.
- 911 GT3 / 911 GT3 RS (1999–2006)

Wyczynowa wersja 911 GT3 wyposażona w silnik o wysokoobrotowej charakterystyce. Ta wersja nie posiadała doładowania i w zależności od lat produkcji moc wahała się od 265 kW / 360 KM do 280 kW / 380 KM. Wersja GT3 była odchudzona w stosunku do innych wersji tego modelu. W przypadku wersji Turbo masa wahała się do ok. 200 kg na korzyść GT3 dzięki czemu auto gotowe do jazdy nie przekraczało 1350 kg. Jego największym konkurentem był Ferrari 360 Modena.
- 911 Turbo / Turbo S (1999–2006)

Określana jako topowa wersja 911. Prawie od początku istnienia tego modelu wyposażana w silnik z doładowaniem. W tym przypadku jest to lekko zmodyfikowany silnik z poprzednika o pojemności 3,6 l i 420 KM w wersji Turbo oraz 450 KM w wersji Turbo S, która weszła do produkcji kilka lat później.
- 911 GT2 (1999–2006)

Ten wariant (GT2) istnieje od 1993 roku, kiedy wszedł do produkcji model 993. Bazuje na modelu Turbo. Został odchudzony ze zbędnej elektroniki, zastosowano prostszy w obsłudze napęd na koła tylne oraz zmieniono układ dolotowy, dzięki któremu moc wzrosła. Niektóre elementy wykonane są z aluminium i kevlaru. Podstawowym silnikiem tego modelu była jednostka 3,.6 l o mocy 345 kW / 462 KM, jednak w późniejszym okresie została poddana modernizacji i osiągnęła moc ok. 355 kW / 483 KM.
- 911 GT1 Evo (1998)

Ekstremalna wersja szosowa 996. Ten model został opracowany w 1998 roku, jako następca modelu Porsche GT1 z 1996 napędzany na koła tylne i dzięki zastosowaniu turbodoładowania rozwija moc 544 KM z 3,2 l pojemności. Silnik był bardzo zaawansowany i posiadał specyfikację wyścigową. Całe nadwozie zostało wykonane z kevlaru dzięki temu masę własną pojazdu obniżono do 1250 kg. Do hamowania pojazdu wykorzystano tarcze ceramiczne.

### Dane techniczne
| Porsche 911 (996)            | 911 Carrera (do 2001)                                                                                                 | 911 Carrera 4 (do 2001)                                                                                               | 911 Carrera Targa (od 2002)                                                                                           | 911 Carrera 4 (od 2002)                                                                                               | 911 Carrera 4S (od 2002)                                                                                              | 911 Turbo (od 2000)                                                                                                   | 911 Turbo S (od 2004)                                                                                                 |
| ---------------------------- | --- | --- | --- | --- | --- | --- | --- |
| Silnik:                      | B6 – 24v – Boxer 24-zaworowy umieszczony za tylną osią.                                                               | B6 – 24v – Boxer 24-zaworowy umieszczony za tylną osią.                                                               | B6 – 24v – Boxer 24-zaworowy umieszczony za tylną osią.                                                               | B6 – 24v – Boxer 24-zaworowy umieszczony za tylną osią.                                                               | B6 – 24v – Boxer 24-zaworowy umieszczony za tylną osią.                                                               | B6 – 24v – Boxer 24-zaworowy z turbodoładowaniem, umieszczony za tylną osią                                           | B6 – 24v – Boxer 24-zaworowy z turbodoładowaniem, umieszczony za tylną osią                                           |
| Pojemność:                   | 3387 cm³ | 3387 cm³ | 3596 cm³ | 3596 cm³ | 3596 cm³ | 3600 cm³ | 3600 cm³ |
| Średnica tłoka x skok:       | 96,0 x 78,0 mm | 96,0 x 78,0 mm | 96,0 x 82,8 mm | 96,0 x 82,8 mm | 96,0 x 82,8 mm | 100,0 x 76,4 mm | 100,0 x 76,4 mm |
| Moc kW / KM:                 | 221 kW (300 KM) | 221 kW (300 KM) | 235 kW (320 KM) | 235 kW (320 KM) | 235 kW (320 KM) | 309 kW (420 KM) | 331 kW (450 KM) |
| przy obr/min:                | 6800 | 6800 | 6800 | 6800 | 6800 | 6000 | 5700 |
| Max. moment obr przy 1/min:  | 350 Nm przy 4600 | 350 Nm przy 4600 | 370 Nm przy 4250 | 370 Nm przy 4250 | 370 Nm przy 4250 | 560 Nm od 2700 do 4600                                                                                                | 620 Nm od 3500 do 4500                                                                                                |
| Sprężanie:                   | 11,3 : 1 | 11,3 : 1 | 11,3 : 1 | 11,3 : 1 | 11,3 : 1 | 9,4 : 1 | 9,4 : 1 |
| Technika:                    | 4 zawory na cylinder                                                                                                  | 4 zawory na cylinder                                                                                                  | 4 zawory na cylinder                                                                                                  | 4 zawory na cylinder                                                                                                  | 4 zawory na cylinder                                                                                                  | 4 zawory na cylinder                                                                                                  | 4 zawory na cylinder                                                                                                  |
| Chłodzenie:                  | Chłodzenie cieczą (woda)                                                                                              | Chłodzenie cieczą (woda)                                                                                              | Chłodzenie cieczą (woda)                                                                                              | Chłodzenie cieczą (woda)                                                                                              | Chłodzenie cieczą (woda)                                                                                              | Chłodzenie cieczą (woda)                                                                                              | Chłodzenie cieczą (woda)                                                                                              |
| Skrzynia biegów:             | 6-biegowa-manualna, napęd na tylną oś dla Carrera i Targa, 6-biegowa-manualna, 4x4 dla Carrera 4, 4S, Turbo i Turbo S | 6-biegowa-manualna, napęd na tylną oś dla Carrera i Targa, 6-biegowa-manualna, 4x4 dla Carrera 4, 4S, Turbo i Turbo S | 6-biegowa-manualna, napęd na tylną oś dla Carrera i Targa, 6-biegowa-manualna, 4x4 dla Carrera 4, 4S, Turbo i Turbo S | 6-biegowa-manualna, napęd na tylną oś dla Carrera i Targa, 6-biegowa-manualna, 4x4 dla Carrera 4, 4S, Turbo i Turbo S | 6-biegowa-manualna, napęd na tylną oś dla Carrera i Targa, 6-biegowa-manualna, 4x4 dla Carrera 4, 4S, Turbo i Turbo S | 6-biegowa-manualna, napęd na tylną oś dla Carrera i Targa, 6-biegowa-manualna, 4x4 dla Carrera 4, 4S, Turbo i Turbo S | 6-biegowa-manualna, napęd na tylną oś dla Carrera i Targa, 6-biegowa-manualna, 4x4 dla Carrera 4, 4S, Turbo i Turbo S |
| Hamulce:                     | Wentylowane, stalowe tarcze, ABS Wentylowane, ceramiczne tarcze, ABS dla Turbo, 4S (opcjonalne), Turbo S (Seryjne)    | Wentylowane, stalowe tarcze, ABS Wentylowane, ceramiczne tarcze, ABS dla Turbo, 4S (opcjonalne), Turbo S (Seryjne)    | Wentylowane, stalowe tarcze, ABS Wentylowane, ceramiczne tarcze, ABS dla Turbo, 4S (opcjonalne), Turbo S (Seryjne)    | Wentylowane, stalowe tarcze, ABS Wentylowane, ceramiczne tarcze, ABS dla Turbo, 4S (opcjonalne), Turbo S (Seryjne)    | Wentylowane, stalowe tarcze, ABS Wentylowane, ceramiczne tarcze, ABS dla Turbo, 4S (opcjonalne), Turbo S (Seryjne)    | Wentylowane, stalowe tarcze, ABS Wentylowane, ceramiczne tarcze, ABS dla Turbo, 4S (opcjonalne), Turbo S (Seryjne)    | Wentylowane, stalowe tarcze, ABS Wentylowane, ceramiczne tarcze, ABS dla Turbo, 4S (opcjonalne), Turbo S (Seryjne)    |
| Karoseria:                   | Samonośna, stalowa karoseria.                                                                                         | Samonośna, stalowa karoseria.                                                                                         | Samonośna, stalowa karoseria.                                                                                         | Samonośna, stalowa karoseria.                                                                                         | Samonośna, stalowa karoseria.                                                                                         | Samonośna, stalowa karoseria.                                                                                         | Samonośna, stalowa karoseria.                                                                                         |
| Prześwit przód/tył:          | 1455/1500 mm | 1455/1500 mm | 1465/1500 mm | 1465/1500 mm | 1472/1528 mm | 1465/1522 mm | 1465/1522 mm |
| Rozstaw osi:                 | 2350 mm | 2350 mm | 2350 mm | 2350 mm | 2350 mm | 2350 mm | 2350 mm |
| Ogumienie:                   | przód: 7J x 17 z 205 × 50 ZR17/ /tył: 9J x 17 z 255 × 40 ZR17                                                         | przód: 7J x 17 z 205 × 50 ZR17/ /tył: 9J x 17 z 255 × 40 ZR17                                                         | przód: 7J x 17 z 205 × 50 ZR17/ /tył: 9J x 17 z 255 × 40 ZR17                                                         | przód: 7J x 17 z 205 × 50 ZR17/ /tył: 9J x 17 z 255 × 40 ZR17                                                         | przód: 8J x 18 z 225 × 40 ZR18/ tył: 11J x 18 z 295 × 30 ZR18                                                         | przód: 8J x 18 z 225 × 40 ZR18/ tył: 11J x 18 z 295 × 30 ZR18                                                         | przód: 8J x 18 z 225 × 40 ZR18/ tył: 11J x 18 z 295 × 30 ZR18                                                         |
| Miary D x S x W:             | 4430 × 1765 x 1295 mm                                                                                                 | 4430 × 1765 x 1295 mm                                                                                                 | 4430 × 1765 x 1295 mm                                                                                                 | 4430 × 1765 x 1295 mm                                                                                                 | 4435 × 1830 x 1295 mm                                                                                                 | 4435 × 1830 x 1295 mm                                                                                                 | 4435 × 1830 x 1295 mm                                                                                                 |
| Masa własna:                 | 1320 kg | 1320 kg | 1430 kg | 1430 kg | 1495 kg | 1540 kg | 1540 kg |
| Prędkość maksymalna:         | 280 km/h | 280 km/h | 285 km/h | 285 km/h | 280 km/h | 305 km/h | 307 km/h |
| Przyspieszenie 0 – 100 km/h: | 5,4 s | 5,4 s | 4,9 s | 4,9 s | 5,1 s | 4,2 s | 4,0 s |
| Zużycie paliwa na 100 km:    | | | 11,1 l (Tiptronic 11,3 l)                                                                                             | 11,1 l (Tiptronic 11,3 l)                                                                                             | 11,4 l (Tiptr. 12,1 l)                                                                                                | 12,9 l (Tiptr. 13,9 l)                                                                                                | 13,3 l (Tiptr. 14,2 l)                                                                                                |

### Dane techniczne (GT1 Evo/GT2/GT3)
| Porsche 996:                 | 911 GT3 (do 2001)                                            | 911 GT3 (od 2002)                                            | 911 GT3 RS (od 2002)                                         | 911 GT2 (do 2003)                                                             | 911 GT2 (od 2004)                                                             | 911 GT1 Evo (od 1998)                                                         |
| ---------------------------- | ------------------------------------------------------------ | ------------------------------------------------------------ | ------------------------------------------------------------ | ----------------------------------------------------------------------------- | ----------------------------------------------------------------------------- | ----------------------------------------------------------------------------- |
| Silnik:                      | B6 – 24v – Boxer 24-zaworowy, umieszczony za tylną osią.     | B6 – 24v – Boxer 24-zaworowy, umieszczony za tylną osią.     | B6 – 24v – Boxer 24-zaworowy, umieszczony za tylną osią.     | B6 – 24v – Boxer, 24-zaworowy z turbodoładowaniem, umieszczony za tylną osią. | B6 – 24v – Boxer, 24-zaworowy z turbodoładowaniem, umieszczony za tylną osią. | B6 – 24v – Boxer, 24-zaworowy z turbodoładowaniem, umieszczony za tylną osią. |
| Pojemność:                   | 3600 cm³                                                     | 3600 cm³                                                     | 3600 cm³                                                     | 3600 cm³                                                                      | 3600 cm³                                                                      | 3163 cm³                                                                      |
| Średnica tłoka x skok:       | 100,0 x 76,4 mm                                              | 100,0 x 76,4 mm                                              | 100,0 x 76,4 mm                                              | 100,0 x 76,4 mm                                                               | 100,0 x 76,4 mm                                                               | 100,0 x 76,4 mm                                                               |
| Moc kW / KM:                 | 265 kW (360 KM)                                              | 280 kW (381 KM)                                              | 280 kW (381 KM)                                              | 340 kW (462 KM)                                                               | 355 kW (483 KM)                                                               | 404 kW (544 KM)                                                               |
| przy obr/min::               | 7200                                                         | 7400                                                         | 7400                                                         | 5700                                                                          | 5700                                                                          | 7000                                                                          |
| Max. moment obr przy 1/min:  | 370 Nm przy 5000                                             | 385 Nm przy 5000                                             | 385 Nm przy 5000                                             | 620 Nm od 3500 do 4500                                                        | 650 Nm od 3500 do 4500                                                        | 600 Nm przy 4750                                                              |
| Sprężanie::                  | 11,7 : 1                                                     | 11,7 : 1                                                     | 11,7 : 1                                                     | 9,4 : 1                                                                       | 9,4 : 1                                                                       | 9,3 : 1                                                                       |
| Technika:                    | 4 zawory na cylinder                                         | 4 zawory na cylinder                                         | 4 zawory na cylinder                                         | 4 zawory na cylinder                                                          | 4 zawory na cylinder                                                          | 4 zawory na cylinder                                                          |
| Chłodzenie: :                | Chłodzenie cieczą (woda)                                     | Chłodzenie cieczą (woda)                                     | Chłodzenie cieczą (woda)                                     | Chłodzenie cieczą (woda)                                                      | Chłodzenie cieczą (woda)                                                      | Chłodzenie cieczą (woda)                                                      |
| Skrzynia biegów:             | 6-biegowa-manualna, napęd na tylną oś                        | 6-biegowa-manualna, napęd na tylną oś                        | 6-biegowa-manualna, napęd na tylną oś                        | 6-biegowa-manualna, napęd na tylną oś                                         | 6-biegowa-manualna, napęd na tylną oś                                         | 6-biegowa-manualna, napęd na tylną oś                                         |
| Hamulce::                    | Wentylowane, stalowe tarcze, ABS                             | Wentylowane, stalowe tarcze, ABS                             | Wentylowane, stalowe tarcze, ABS                             | Wentylowane, ceramiczne tarcze, ABS                                           | Wentylowane, ceramiczne tarcze, ABS                                           | Wentylowane, ceramiczne tarcze, ABS                                           |
| Karoseria:                   | Samonośna, stalowa karoseria.                                | Samonośna, stalowa karoseria.                                | Samonośna, stalowa karoseria.                                | Samonośna, stalowa karoseria.                                                 | Samonośna, stalowa karoseria.                                                 | W całości z kevlaru i kompozytów.                                             |
| Prześwit przód/tył:          | 1475/1495 mm                                                 | 1485/1495 mm                                                 | 1485/1495 mm                                                 | 1485/1520 mm                                                                  | 1485/1520 mm                                                                  | 1275/1450 mm                                                                  |
| Rozstaw osi:                 | 2350 mm                                                      | 2350 mm                                                      | 2350 mm                                                      | 2350 mm                                                                       | 2350 mm                                                                       | 2700 mm                                                                       |
| Ogumienie:                   | przód: 8J x 18 z 225 × 40 ZR18/ tył 10J x 18 z 285 × 30 ZR18 | przód: 8J x 18 z 225 × 40 ZR18/ tył 10J x 18 z 285 × 30 ZR18 | przód: 8J x 18 z 225 × 40 ZR18/ tył 10J x 18 z 285 × 30 ZR18 | przód: 8,5J x 18 z 235 × 40 ZR18/ tył: 12J x 18 z 315 × 30 ZR18               | przód: 8,5J x 18 z 235 × 40 ZR18/ tył: 12J x 18 z 315 × 30 ZR18               | przód: 295 × 35 ZR18/ tył: 335 × 30 ZR18                                      |
| Miary D x S x W:             | 4430 × 1765 x 1310 mm                                        | 4435 × 1770 x 1310 mm                                        | 4435 × 1770 x 1310 mm                                        | 4450 × 1830 x 1310 mm                                                         | 4450 × 1830 x 1310 mm                                                         | 4890 × 1990 x 1140 mm                                                         |
| Masa własna:                 | 1350 kg                                                      | 1380 kg                                                      | 1360 kg                                                      | 1420 kg                                                                       | 1420 kg                                                                       | 1250 kg                                                                       |
| Prędkość maksymalna:         | 302 km/h                                                     | 306 km/h                                                     | 306 km/h                                                     | 315 km/h                                                                      | 319 km/h                                                                      | 340 km/h                                                                      |
| Przyspieszenie 0 – 100 km/h: | 4,8 s                                                        | 4,5 s                                                        | 4,3 s                                                        | 4,1 s                                                                         | 3,9 s                                                                         | 3,6 s                                                                         |
| Zużycie paliwa na 100 km:    |                                                              | 12,9 l                                                       | 12,9 l                                                       | 12,9 l                                                                        | 13,2 l                                                                        | -                                                                             |

## Szósta generacja

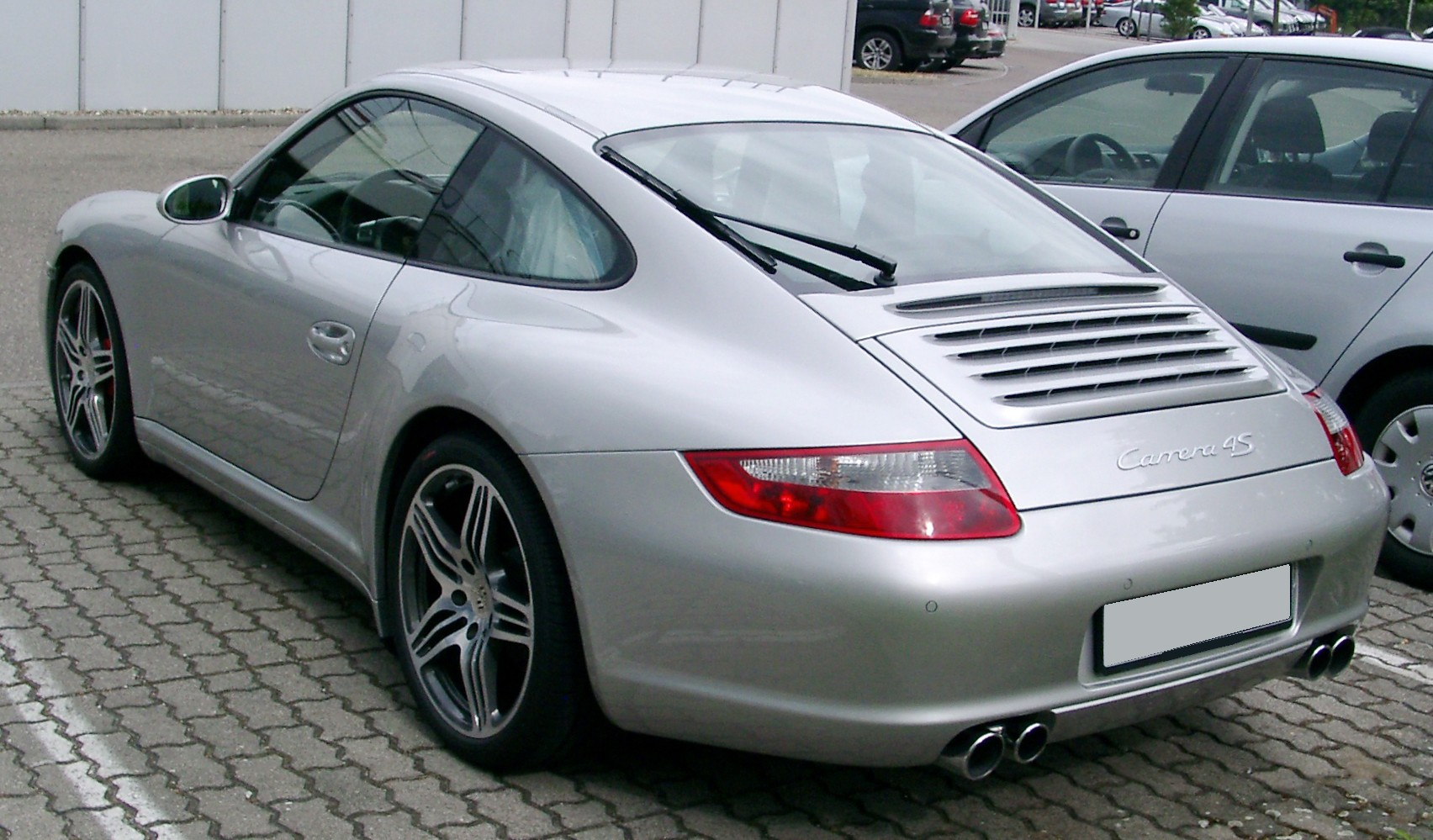
Porsche 911 VI (997) – tył

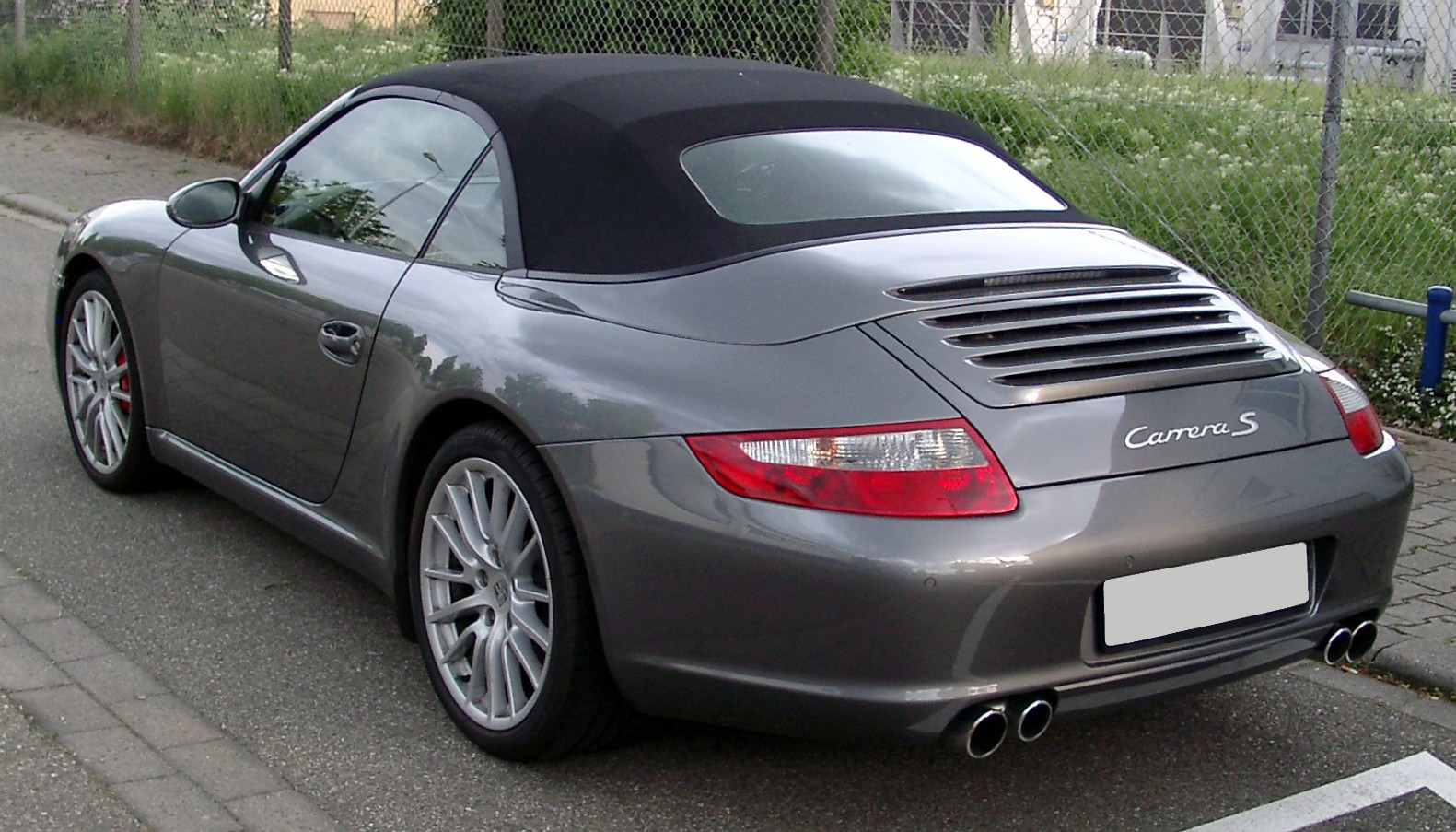
Porsche 911 VI Cabriolet (997)

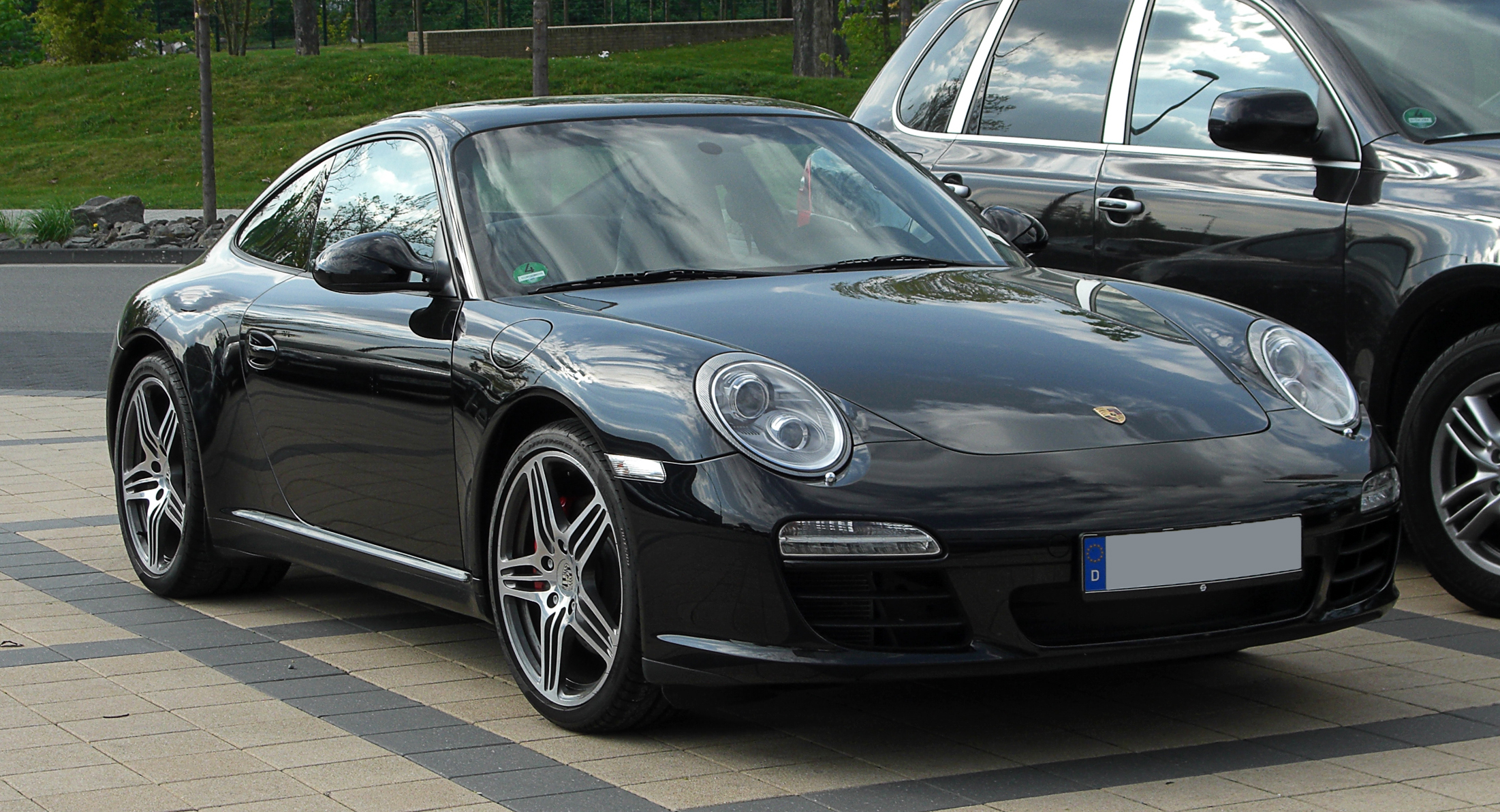
Porsche 911 VI (997) po liftingu

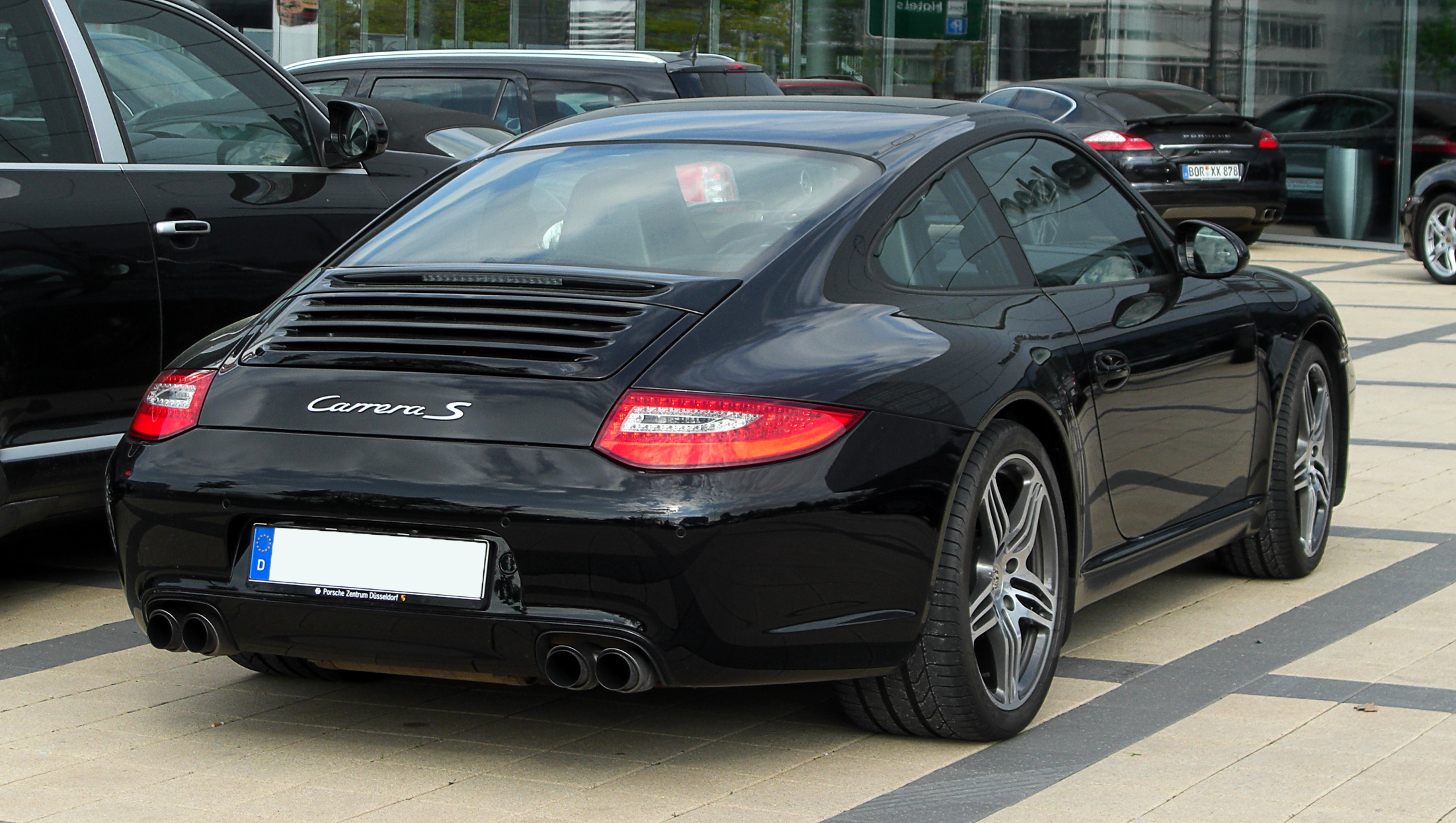
Porsche 911 VI (997) – tył po liftingu

Porsche 911 VI zostało zaprezentowane po raz pierwszy w 2004 roku.
W 2004 roku zaprezentowano model o kodzie fabrycznym '997.  Pojazd po raz pierwszy zaprezentowano podczas targów motoryzacyjnych we Frankfurcie w 2004 roku. Przestylizowano przednią i tylną część nadwozia. Reflektory znów mają owalny kształt tych z modeli z lat 90., a tylne błotniki poszerzono nadając autu bardziej sportową sylwetkę. Zmodyfikowano także silnik, który teraz ma pojemność 3.6 l i moc 325 KM w wersjach Carrera i Carrera 4, oraz 3.8 l i moc 355 KM w wersjach Carrera S i Carrera 4S.
W 2005 roku model zajął w konkursie na Światowy Samochód Roku 3. pozycję (za Audi A6 C6 i Volvo S40/V50).

### Charakterystyka modeli
- 911 Carrera / 911 Carrera 4 / 911 Targa 4

Podstawowy model 911 oznaczony symbolem Carrera był wyposażony w silnik 3.6L o mocy 239 kW/325 KM (254 kW/345 KM dla wersji po liftingu przeprowadzonym w 2009 roku). Silnik nie posiada doładowania. W standardzie oferowana jest manualna skrzynia o 6 przełożeniach. W opcji można również zamówić 5 stopniową automatyczną skrzynię typu tiptronic lub Porsche Doppelkupplung (PDK). Podstawowa wersja Carrera ma napęd na tylną oś; Carrera 4 – napęd 4x4.
- 911 Carrera S / 911 Carrera 4S / 911 Targa 4S

Bliźniacza Carrera wyposażona w ten sam silnik jednak o powiększonej pojemności 3.8L o mocy 355 KM lub 381 KM. Model Carrera S ma napęd na tylne koła; Carrera 4S – napęd 4x4.
- 911 GT3 / 911 GT3 RS

Wyczynowa wersja 911 GT3 wyposażona w silnik o wysokoobrotowej charakterystyce. Ta wersja nie posiada doładowania, silnik to dalsze rozwinięcie jednostki z modelu 996 tym razem moc wynosi 305 kW / 415 KM (320 kW/435 KM dla wersji po liftingu przeprowadzonym w 2009 roku). W wersji GT3 obniżono masę w stosunku do innych wersji tego modelu dzięki braku turbodoładowania, napędu na 4 koła (ten model ma napęd na tylną oś) i spartańskim warunkom panującym wewnątrz pojazdu (brak systemu audio itp.). W wersji GT3 RS jeszcze większy nacisk położono na niską masę. Jego bezpośrednim konkurentem jest Ferrari F430 Scuderia.
- 911 Turbo

Szczytowa wersja 911. Najlepiej wyposażona, zastosowano w niej turbosprężarkę o zmiennej charakterystyce działania. Jest to już III generacja wyposażona w silnik z dwiema turbosprężarkami, które mają za zadanie zminimalizować efekt turbodziury tak obecny we wcześniejszych odmianach np. 964. Najnowszy model korzysta z silnika poprzednika modelu 996. W tym przypadku jest to lekko zmodyfikowany silnik o tej samej pojemności 3.6L. Moc wzrosła w porównaniu z poprzednikiem o 60 KM. Nowe Porsche 911 (997) Turbo osiąga teraz 353 kW / 480 KM (368 kW/500 KM dla wersji po Face liftingu przeprowadzonym pod koniec 2009 roku). 911 Turbo ma napęd 4x4.
- 911 GT2

Bardziej agresywna wersja modelu 911 GT3. Ten wariant (GT2) istnieje od 1993 roku, kiedy to wszedł do produkcji model 993. Bazuje na modelu Turbo, silnik jest doładowany dwiema turbosprężarkami, tak jak w modelu Turbo. Niektóre elementy wykonane są z lekkiego aluminium i kevlaru. Podstawowym silnikiem tego modelu jest jednostka 3.6L o mocy 390 kW / 530 KM. GT 2 ma napęd na tylne koła.

### Dane techniczne
| Wersja             | Silnik:                          | Układ zasilania:   | Średnica × skok tłoka: | St. sprężania:     | Moc maksymalna:                        | Maks. moment obrotowy          | 0–100 km/h:        | V-max:             |
| Silniki benzynowe: | Silniki benzynowe:               | Silniki benzynowe: | Silniki benzynowe:     | Silniki benzynowe: | Silniki benzynowe:                     | Silniki benzynowe:             | Silniki benzynowe: | Silniki benzynowe: |
| ------------------ | -------------------------------- | ------------------ | ---------------------- | ------------------ | -------------------------------------- | ------------------------------ | ------------------ | ------------------ |
| '04 Carrera        | B6 3,6 l (3596 cm³), DOHC        | wtrysk             | 96,00 mm × 82,80 mm    | 11,3:1             | 325 KM (239 kW) przy 6800 obr/min      | 370 N•m przy 4250 obr/min      | 5,0 s              | 285 km/h           |
| '08 Carrera        | B6 3,6 l (3614 cm³), DOHC        | wtrysk bezpośredni | 97,00 mm × 81,50 mm    | 12,5:1             | 345 KM (254 kW) przy 6500 obr/min      | 390 N•m przy 4400 obr/min      | 4,9 s              | 289 km/h           |
| '04 Carrera S      | B6 3,8 l (3824 cm³), DOHC        | wtrysk             | 99,00 mm × 82,80 mm    | 11,8:1             | 355 KM (261 kW) przy 6600 obr/min      | 400 N•m przy 4600 obr/min      | 4,7 s              | 293 km/h           |
| '08 Carrera 4S     | B6 3,8 l (3800 cm³), DOHC        | wtrysk bezpośredni | 102,00 mm × 77,50 mm   | 12,5:1             | 385 KM (283 kW) przy 6500 obr/min      | 420 N•m przy 4400 obr/min      | 4,7 s              | 297 km/h           |
| '05 Club Coupé     | B6 3,8 l (3824 cm³), DOHC        | wtrysk             | 99,00 mm × 82,80 mm    | 11,8:1             | 381 KM (280 kW) przy 7200 obr/min      | 415 N•m przy 5500 obr/min      | 4,4 s              | 299 km/h           |
| '09 Sport Classic  | B6 3,8 l (3800 cm³), DOHC        | wtrysk bezpośredni | 102,00 mm × 77,50 mm   | 12,5:1             | 408 KM (300 kW) przy 7300 obr/min      | 420 N•m przy 4200-5600 obr/min | 4,6 s              | 302 km/h           |
| '06 Turbo          | B6 3,6 l (3600 cm³), DOHC, turbo | wtrysk             | 100,00 mm × 76,40 mm   | 9,0:1              | 480 KM (353 kW) przy 6000 obr/min      | 680 N•m przy 2100-4000 obr/min | 3,7 s              | 310 km/h           |
| '09 Turbo          | B6 3,8 l (3800 cm³), DOHC, turbo | wtrysk bezpośredni | 102,00 mm × 77,50 mm   | 9,8:1              | 500 KM (368 kW) przy 6000 obr/min      | 650 N•m przy 1950-5000 obr/min | 3,4 s              | 312 km/h           |
| '10 Turbo S        | B6 3,8 l (3800 cm³), DOHC, turbo | wtrysk bezpośredni | 102,00 mm × 77,50 mm   | 9,8:1              | 530 KM (390 kW) przy 5250-5750 obr/min | 700 N•m przy 2100-4250 obr/min | 3,1 s              | 315 km/h           |

## Siódma generacja

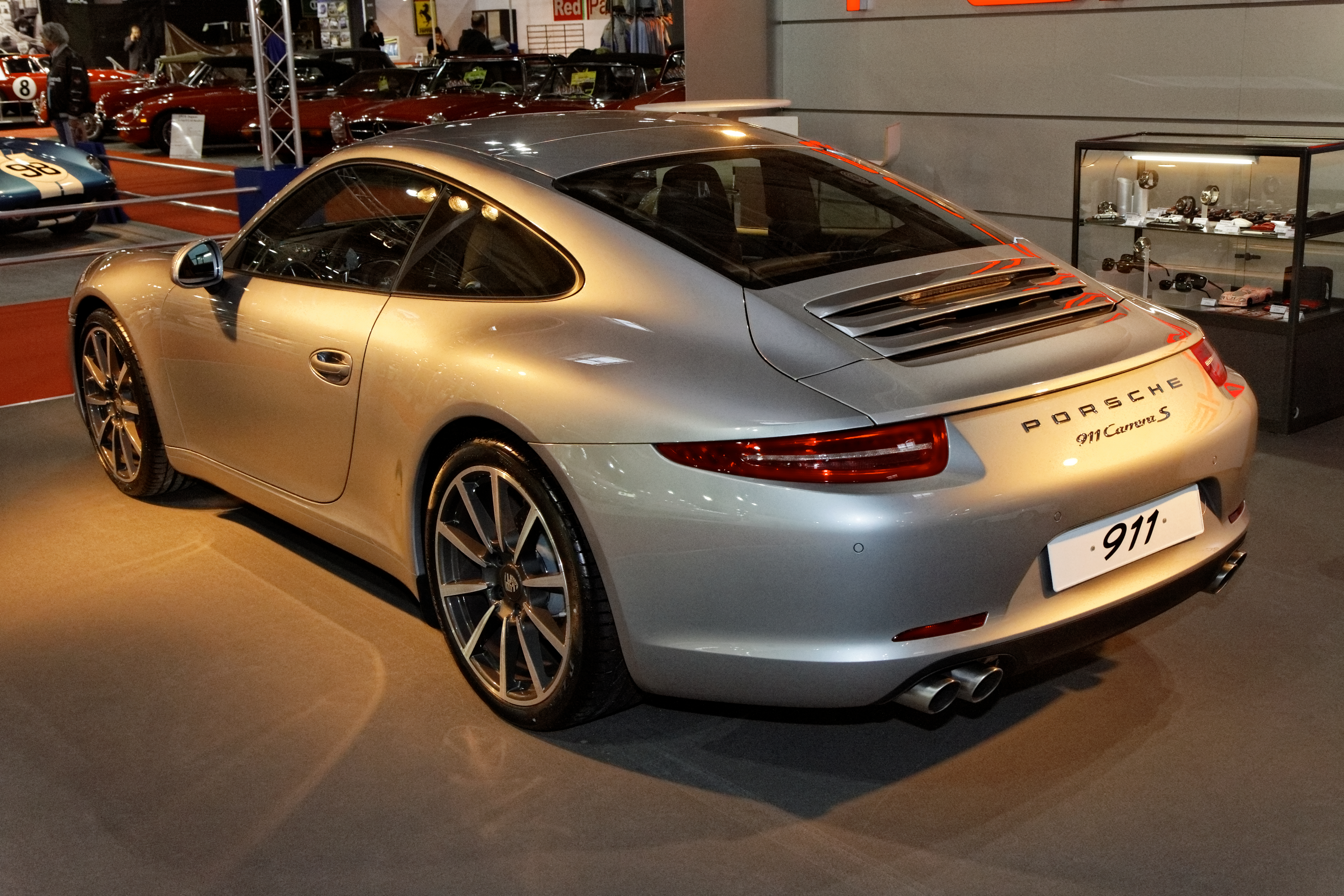
Porsche 911 VII (991) – tył

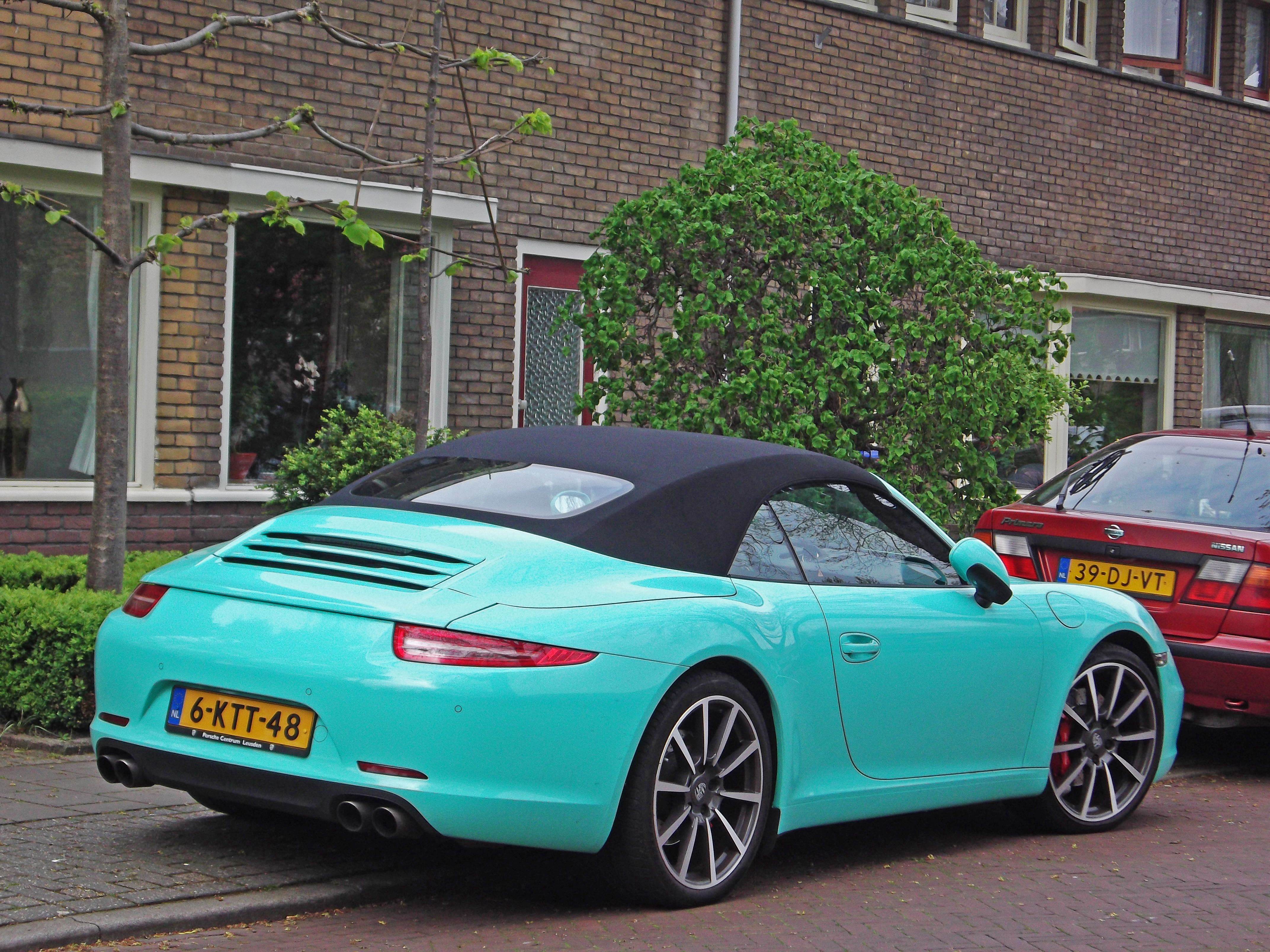
Porsche 911 VII Cabriolet (991)

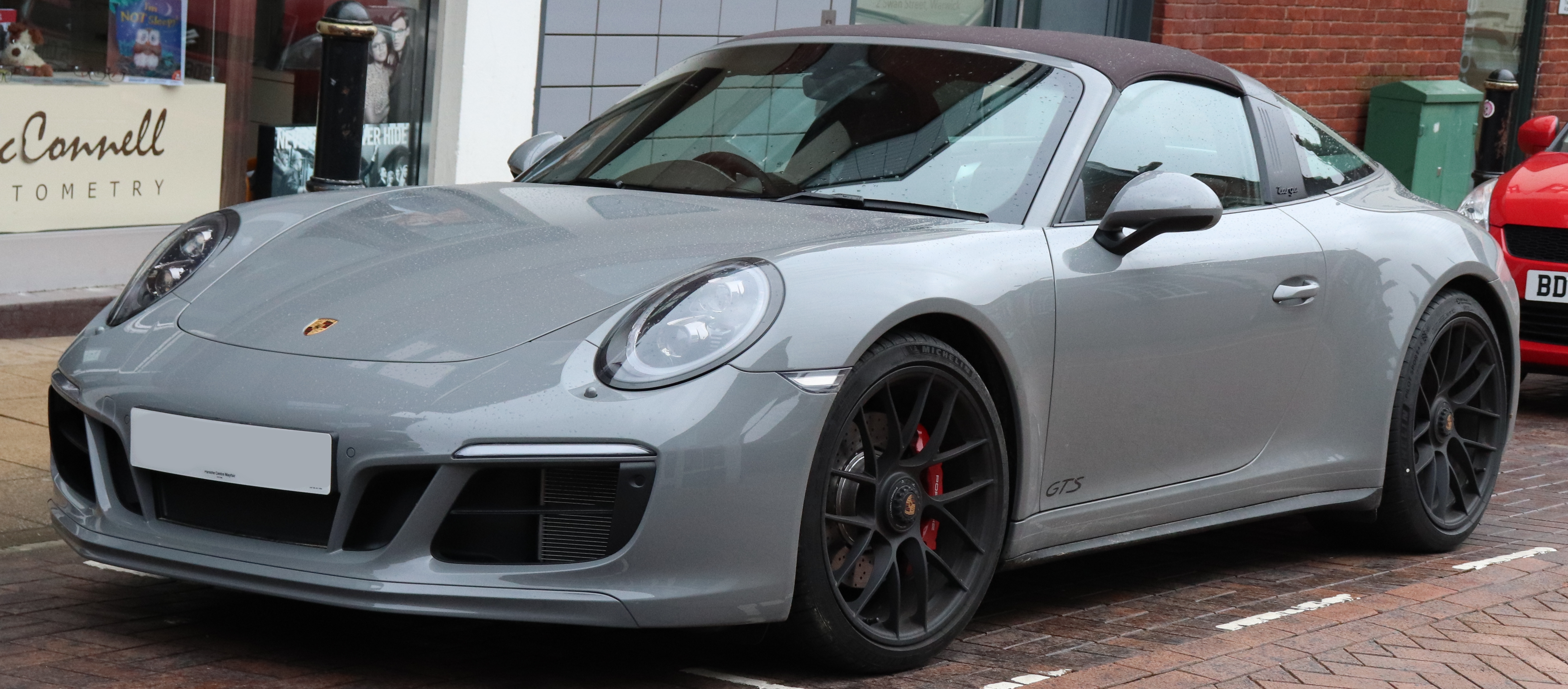
Porsche 911 VII Targa (991) po liftingu

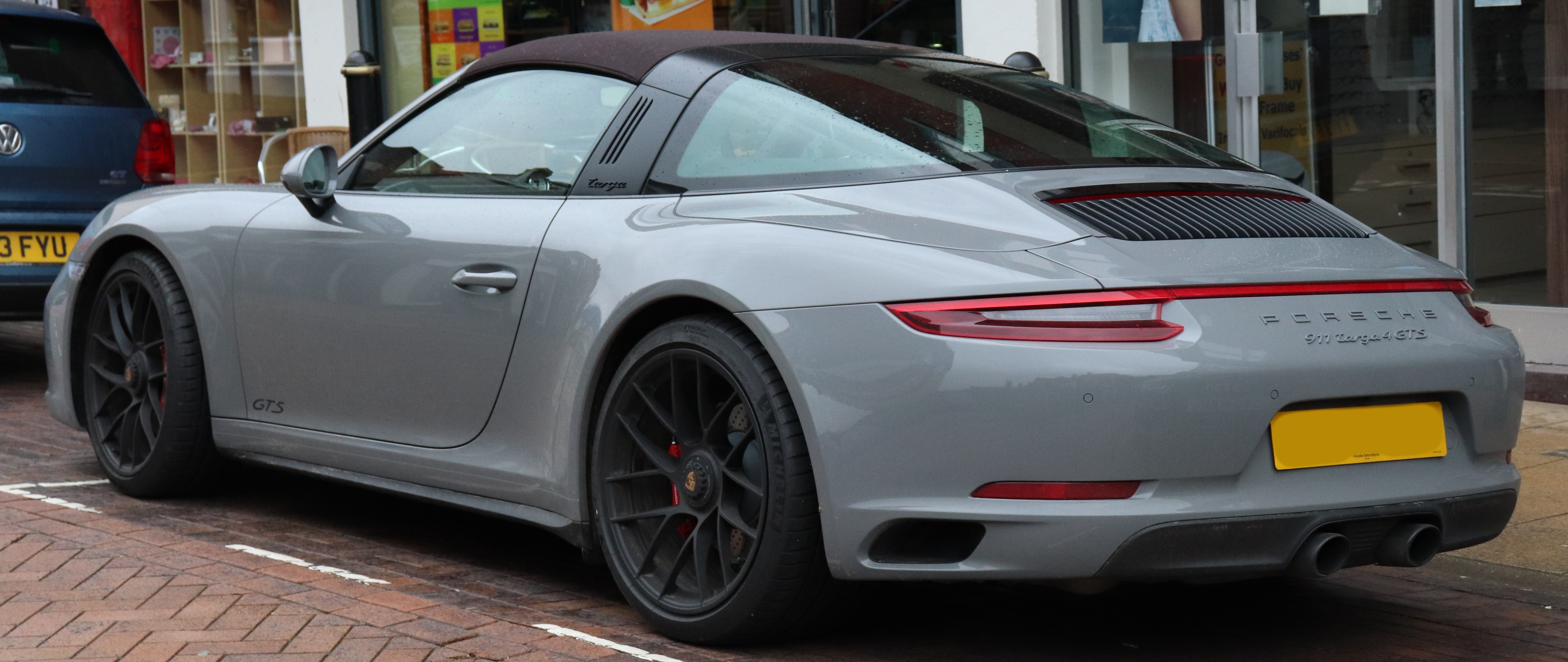
Porsche 911 VII Targa (991) – tył po liftingu

Porsche 911 VII zostało zaprezentowane po raz pierwszy w 2011 roku.
Pojazd po raz pierwszy zaprezentowano podczas targów motoryzacyjnych we Frankfurcie 15 września 2011 roku. Porsche 911 dostępne było w wersjach: 911 Carrera, 911 Carrera S, 911 Carrera Cabriolet, 911 Carrera S Cabriolet, 911 Carrera 4 (napęd na 4 koła), 911 Carrera 4S, 911 Carrera 4 Cabriolet, 911 Carrera 4S Cabriolet i 911 GT3. Jako ostatnie, do gamy dołączyły wersje 911 Turbo Cabriolet i 911 Turbo S Cabriolet. Samochody te pokazano po raz pierwszy we wrześniu 2013 roku.
Porsche 911 (991) GT3 to udoskonalona i mocniejsza wersja Carrery. Samochód posiada silnik typu boxer o pojemności 3.8 l, który produkuje 475 KM. Przyspiesza do 100 km/h w 3,5 s i rozpędza się do 315 km/h.
W 2013 roku zapowiedziano, że producent chcąc uczcić złoty jubileusz planuje stworzyć dokładnie 1963 egzemplarze specjalnej edycji Porsche 911 Carrera S. Samochód został zaprezentowany na Salonie Samochodowym we Frankfurcie we wrześniu 2013 (w tym samym miejscu debiutował pierwszy model 911 w 1963 roku). Także w 2013 roku Porsche stworzyło specjalną wersję, która ma uczcić 5 milionów fanów marki na Facebooku.
W styczniu 2014 roku na salonie NAIAS w Detroit Porsche zaprezentowało 911 w wersji Targa (dwie odmiany napędowe 4 i 4S, a więc wyłącznie z napędem na obie osie), czyli ze zdejmowaną częścią dachu znajdującą się nad fotelami. Samochód nawiązuje do klasycznego Porsche 911 Targa z 1965 roku, z tą różnicą, że dach składany jest automatycznie (chowa się pod podnoszoną tylną szybą).
Rok później, w styczniu 2015 roku debiutowało 911 Targa 4 GTS. To najmocniejsza odmiana tej wersji nadwoziowej. Samochód posiada napęd wszystkich kół i silnik o mocy 430 KM.
Porsche opracowało też ekstremalną odmianą GT3 RS, która jest napędzana motorem o pojemności 4,0 l współpracującym z 7-stopniową przekładnią PDK. GT3 RS posiada moc 500 KM i moment obrotowy 460 Nm.
W 2012 roku samochód zdobył tytuł World Performance Car of the Year.
We wrześniu 2015 roku na salonie we Frankfurcie zaprezentowano wersję po liftingu. Poza zmianami stylistyczny w samochodzie pojawił się nowy silnik – jest to trzylitrowy, podwójnie doładowany boxer o sześciu cylindrach. W podstawowej wersji motor rozwija 370 KM i 450 Nm. Carrera S może pochwalić się mocą 420 KM i maksymalnym momentem obrotowym 500 Nm (20 KM i 60 Nm więcej w stosunku do poprzednika).
Pod koniec 2017 roku Porsche zaprezentowało nowy wariant 911, oznaczony literką T. Auto opracowano z myślą o motoryzacyjnych purystach. Inspiracją dla nowej wersji było legendarne 911 T z 1968 roku. Współczesny model napędza 3-litrowy silnik twin-turbo, z którego inżynierowie zdołali wykrzesać 370 KM i 450 Nm maksymalnego momentu obrotowego. Jednostka współpracuje z 7-biegową skrzynią ręczną lub automatem PDK o tej samej liczbie przełożeń. Sprint od 0 do 100 km/h zajmuje 4,5 s lub 4,2 s (w przypadku PDK), a prędkość maksymalna wynosi 293 km/h. Wyposażenie standardowe obejmuje sportowy mechanizm różnicowy, a także sportowe zawieszenie PASM. W stosunku do bazowej wersji, 911 T pozbawione zostało m.in. materiałów izolacyjnych, co pozwoliło na redukcję masy do 1425 kg. Ceny katalogowe w Polsce w momencie debiutu rozpoczynały się od 536 115 zł.

## Ósma generacja

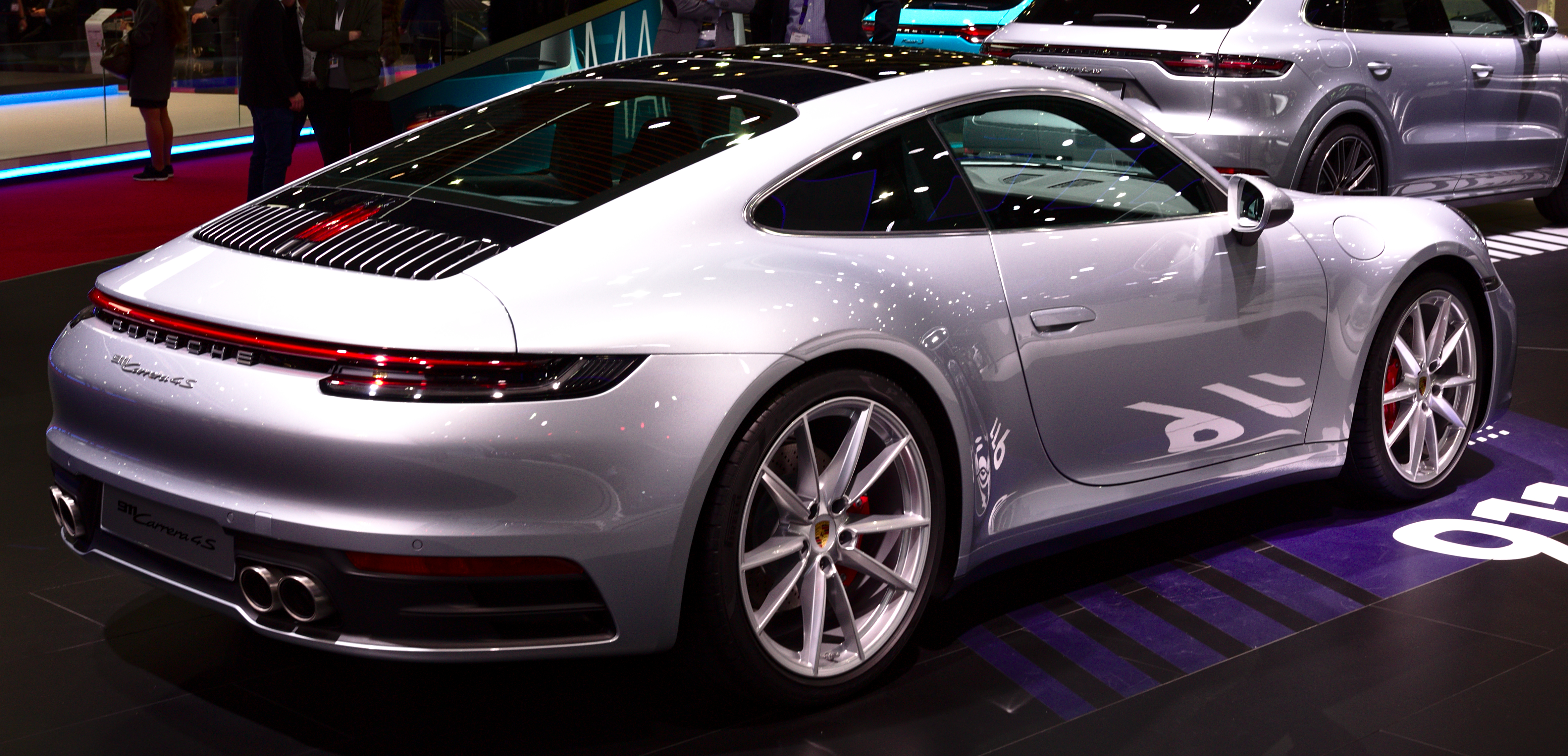
Porsche 911 VIII (992) – tył

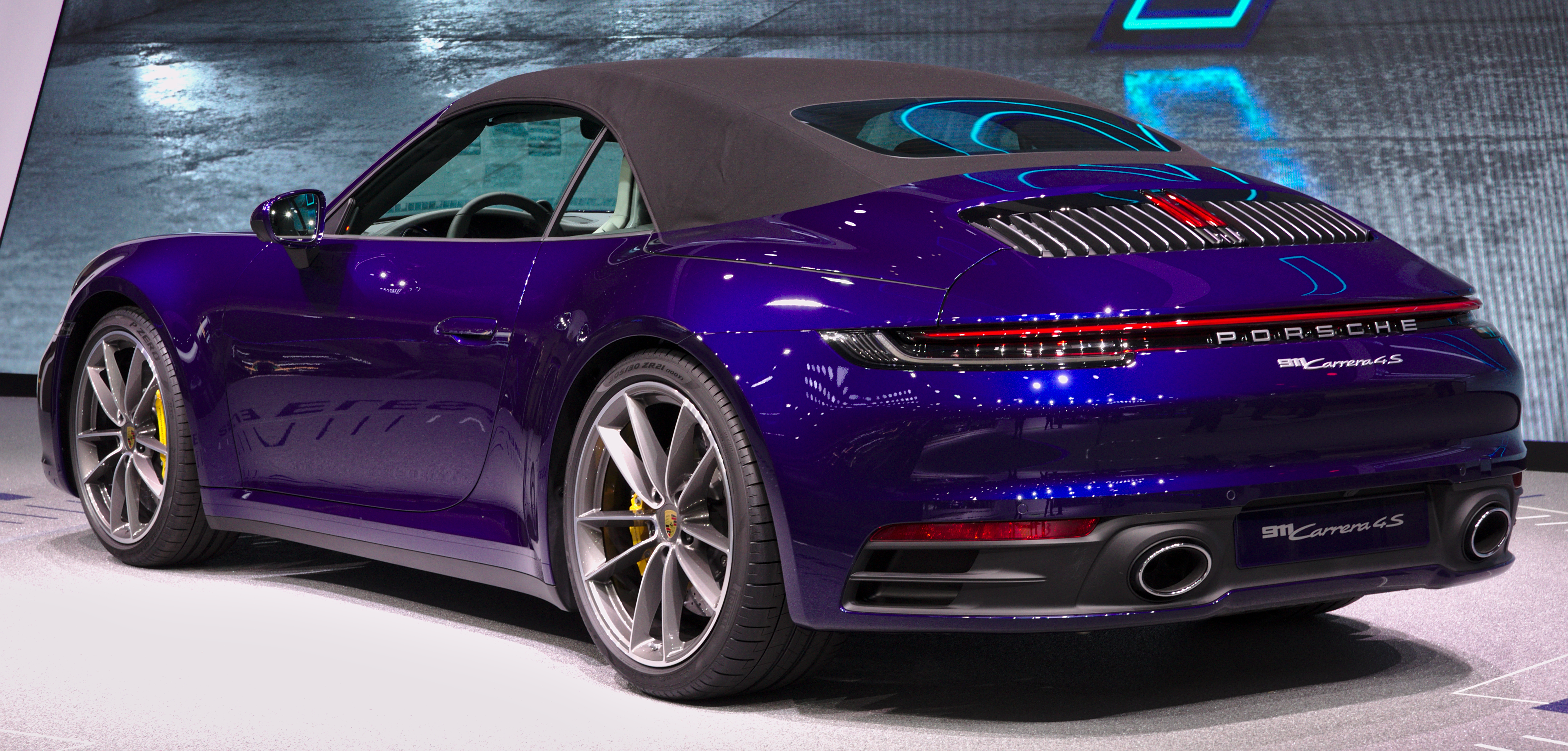
Porsche 911 VIII Cabriolet (992)

Porsche 911 VIII zostało zaprezentowane po raz pierwszy w 2018 roku.
Ósma generacja sztandarowego modelu Porsche otrzymała kod fabryczny 992 i została zaprezentowana po raz pierwszy w listopadzie 2018 roku na Los Angeles Auto Show. Samochód ponownie zachował ewolucyjny kierunek zmian, stając się zarazem zbudowaną od podstaw zupełnie nową konstrukcją. Samochód jest nie tylko dłuższy i szerszy, ale i zarazem niższy. Zachowano taki sam rozstaw osi i podobny wygląd pasa przedniego. Zupełnie zmienił się z kolei tył, który stał się masywniejszy i bardziej muskularny. Samochód zdobi teraz wielki świetlny pas, upodabniając go w ten sposób do innych nowych modeli marki.
W środku pojawił się zupełnie nowy kokpit, którego charakterystycznym elementem są niżej osadzone nawiewy, duży ekran dotykowy zdobiący konsolę centralną oraz masywniejszy tunel środkowy, który wyłożono różnymi przyciskami do sterowania funkcjami samochodu jak np. trybami jazdy.
Sprzedaż ósmego wcielenia 911 ruszyła w Polsce na początku 2019 roku. Oferta modelowa i nadwoziowa 911 będzie się sukcesywnie rozrastać z kolejnymi miesiącami produkcji o takie warianty, jak Targa, GT2 czy GT3.

### Dane techniczne
| Wersja            | Pojemność [cm³] | Układ cylindrów | Maks. moc     | Maks. moment obr. | Przyspieszenie 0–100km/h | Przyspieszenie 0-200km/h | Prędkość maks. | Rodzaj napędu |
| ----------------- | --------------- | --------------- | ------------- | ----------------- | ------------------------ | ------------------------ | -------------- | ------------- |
| 911 Carrera       | 2981            | B6              | 385KM / 283kW | 450Nm             | 4,2s / [4,0s]            |                          | 293km/h        | RWD           |
| 911 Carrera 4     | 2981            | B6              | 385KM / 283kW | 450Nm             | 4,2s / [4,0s]            |                          | 291km/h        | AWD           |
| 911 Carrera S     | 2981            | B6              | 450KM / 331kW | 530Nm             | 3,7s / [3,5s]            |                          | 308km/h        | RWD           |
| 911 Carrera 4S    | 2981            | B6              | 450KM / 331kW | 530Nm             | 3,6s / [3,4s]            |                          | 306km/h        | AWD           |
| 911 Targa 4       | 2981            | B6              | 385KM / 283kW | 450Nm             | 4,4s / [4,2s]            |                          | 289km/h        | AWD           |
| 911 Targa 4S      | 2981            | B6              | 450KM / 331kW | 530Nm             | 3,8s / [3,6s]            |                          | 304km/h        | AWD           |
| 911 Carrera GTS   | 2981            | B6              | 480KM / 353kW | 570Nm             | (3,4s)                   | 11,6s                    | 311km/h        | RWD           |
| 911 Carrera 4 GTS | 2981            | B6              | 480KM / 353kW | 570Nm             | (3,3s)                   | 11,8s                    | 309km/h        | AWD           |
| 911 Turbo         | 3745            | B6              | 580KM / 427kW | 750Nm             | (2,8s)                   |                          | 320km/h        | AWD           |
| 911 Turbo S       | 3745            | B6              | 650KM / 478kW | 800Nm             | (2,7s)                   |                          | 330km/h        | AWD           |
| 911 GT3           | 3996            | B6              | 510KM / 375kW | 470Nm             | (3,9s) (MT) (3,4) (PDK)  | 10,8                     | 318km/h        | RWD           |
| 911 GT3 Touring   | 3996            | B6              | 510KM / 375kW | 470Nm             | (3,9s)                   | 11,9s                    | 320km/h        | RWD           |
| 911 SC            | 3745            | B6              | 550KM / 405kW | 600Nm             | (4,1s)                   | 12s                      | 315km/h        | RWD           |
| 911 GT3 RS        | 3996            | B6              | 525KM / 386kW | 465Nm             | (3,2s)                   | 10,6s                    | 296km/h        | RWD           |

[ ] – z pakietem Sport Chrono
( ) – pakiet Sport Chrono w standardzie